# 大正天皇
大正天皇（たいしょうてんのう、1879年〈明治12年〉8月31日 - 1926年〈大正15年〉12月25日）は、日本の第123代天皇（在位: 1912年〈明治45年／大正元年〉7月30日 - 1926年〈大正15年〉12月25日）。諱は嘉仁（よしひと）、御称号は明宮（はるのみや）。お印は壽（じゅ）。
明治天皇の唯一成人した皇子（三男）、今上天皇（第126代天皇・徳仁）の曽祖父である。
生誕時より病弱で幾度も大病に罹った。幼年期の個人授業の後、学習院初等科に途中入学するが、発達の遅れから中等科1年で中途退学。8歳で儲君、11歳で皇太子となる。皇太子妃選定における混乱（大正天皇婚約解消事件）を経て九条節子と結婚し、後の昭和天皇をはじめ4人の皇子（皇男子）をもうけた。また、皇太子時代には沖縄県を除く各道府県を巡啓したほか、1907年（明治40年）には史上初の皇太子の海外渡航として大韓帝国を訪問した。1912年（明治45年／大正元年）7月30日、父・明治天皇の崩御に伴い第123代天皇に即位。憲政史上及び大日本帝国憲法下で初めて皇位を継承した。生誕まもなく髄膜炎を患っており、その後健康を取り戻していたが、即位式の翌年頃から健康状態が悪化し、公務のみならず日常生活にも支障を来すようになる。1920年（大正9年）以降、病状が公表され世間に知られるところになり、1921年（大正10年）、長男の皇太子裕仁親王が摂政に就任し、療養生活に入った。しかし、その後も体調は回復せず、1926年（大正15年／昭和元年）の暮れの12月25日、肺炎に伴う心臓麻痺のため、47歳で崩御。

## 生涯

### 誕生
1879年（明治12年）8月31日午前8時12分、東京府の青山御所の御産所で、明治天皇の第三皇子（皇男子）として誕生。生母は権典侍・柳原愛子。9月6日に明宮嘉仁親王（はるのみやよしひとしんのう）と命名される。嘉仁の名は、詩経の「敬爾威儀無不柔嘉（爾の威儀を敬み、柔嘉ならざることなかれ）」（治者の心得として、自らの威儀を正して、柔和で善良でいなさい、といった意）からとられた。
- 明治天皇
- 柳原愛子

出産時に体調が悪かった柳原愛子はヒステリーを起こし、かつ難産となり、嘉仁親王は全身に発疹がある虚弱状態で生まれた。明治天皇の外祖父の中山忠能が皇子御世話に任命され、漢方医の浅田宗伯、今村了庵、岡桐蔭が治療にあたった。しかし9月から11月にかけて断続的な嘔吐や痙攣（けいれん）などに襲われ、かなり危険な状態に陥った。

### 少年時代

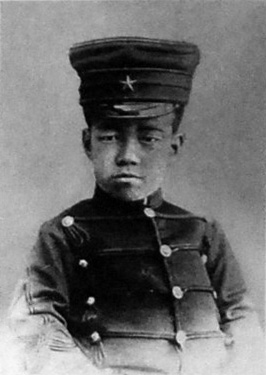
1892年（明治25年）、13歳当時の皇太子・嘉仁親王

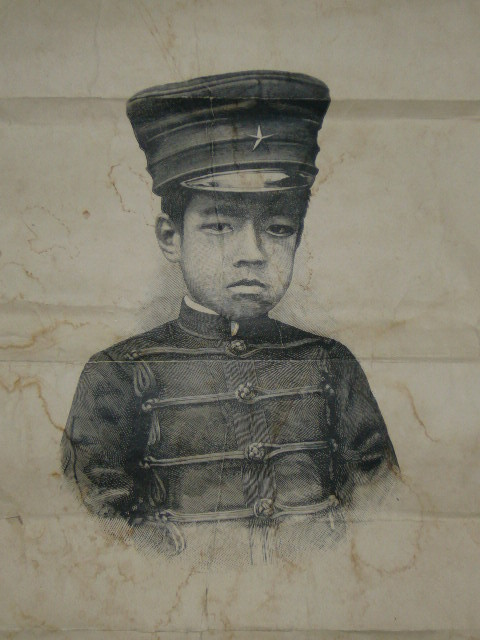
合田清作銅版画 「大正天皇」1900年

伝統に従い里子として12月に中山忠能邸に移る。しかし、忠能とその妻・愛子は嘉仁親王の養育に全く役に立たず、実の祖母であり、当時中山邸に住んでいた中山慶子を中心に親王の養育が行われた。慶子は「第二の御奉公」として親王の世話に没頭したが、親王の健康はなかなか良くならなかった。主治医となった浅田宗伯と慶子が相談し、強い漢方薬を頭に貼る荒療治を行った結果、体調が改善し、3歳になりようやく歩けるようになった。
1883年（明治16年）から勘解由小路資生を宮内省御用掛として『幼学綱要』などの講読や習字を開始する。1885年（明治18年）3月、中山邸から青山御所赤坂仮皇居内の新御殿に移った。小学校入学の年齢になっても病気がちのため、青山御所内に御学問所を作り個人授業を行うこととなり、湯本武比古が傅育官（教育係）に任命された。しかし規則に縛られることを嫌う性格から、授業の内容が気に入らないと授業そのものを投げ出してしまうことがあった。
1887年（明治20年）8月31日、満8歳になったのを機に儲君かつ、美子皇后の実子と定められる。同年9月から学習院予備科（のちの初等科）に通い始めたが、1888年（明治21年）は病気がちで、4月から百日咳にかかり学校を3か月休み留年した。この頃の学業成績は、修身・読書・作文・実物（理科）・習字・遊戯（体育）が概ね良好だった一方、唱歌は平均的で、数学は良くなかった。

### 皇太子時代

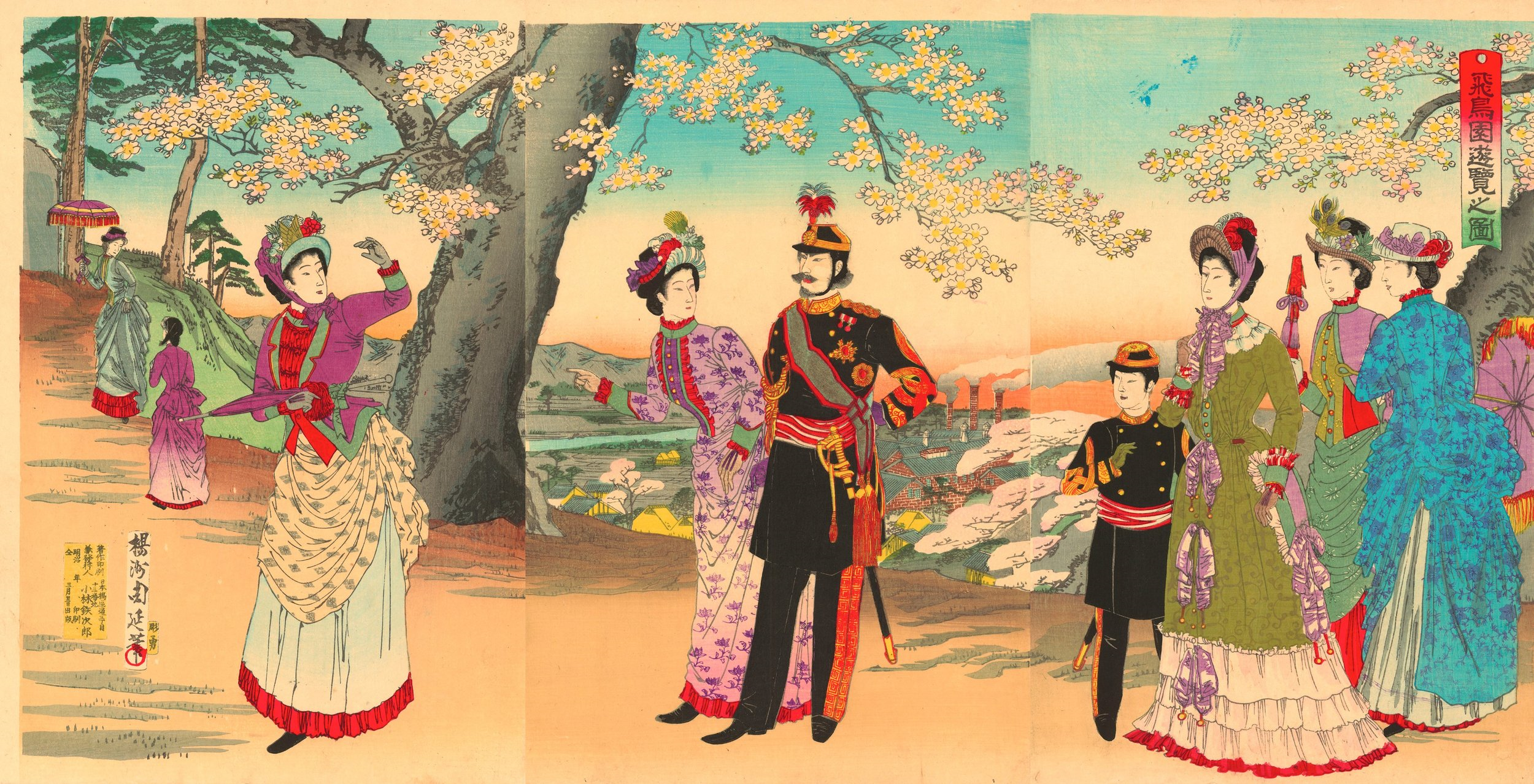
1890年、皇太子嘉仁親王、飛鳥山公園

1889年（明治22年）2月、青山御所から赤坂離宮内の東宮御所（「花御殿」と呼ばれた）に移る。同年11月3日に立太子礼が行われ皇太子になるとともに、陸軍歩兵少尉に任官、大勲位菊花大綬章を与えられた。立太子後、皇太子の教育体制は軍事色が強まり、1891年（明治24年）には東宮武官長が設置され奥保鞏陸軍少将が就任し、奥は翌年1月に東宮大夫も兼務。身の回りの世話から女官が排除されたが、軍人に囲まれる生活で皇太子は次第に精神的・肉体的に不安定となっていった。
1891年11月、軍事教育が遅れていることから中尉への昇進が翌年11月へ延期となる。なおその後は規定年限に沿って昇進した。1893年（明治26年）学習院初等科を卒業し、中等科へ進学。しかし1894年（明治27年）8月、病弱で勉学が遅れている皇太子をそのまま進学させると劣等感が強まり、君主にふさわしい性格を育成できなくなると判断され、中等科1年修了をもって学習院を退学した。
明治20年代後半から、皇太子の静養を目的に各地に御用邸（沼津御用邸（1893年築）、葉山御用邸（1894年築）、日光田母沢御用邸（1899年築）、塩原御用邸（1904年築））が建てられ、以後、これらの御用邸に長期滞在するようになる。
1895年5月には、風邪と腸チフスに罹り、さらに軽い肺結核で重体になり、11月まで寝込む。この頃、柳原愛子を乳母だと思っていた皇太子は、彼女に厳しくあたり、実母であると明かされても、なかなか信じようとはしなかった。
皇太子の勉強の遅れを取り返すため、1895年以降、国学（和歌・作文・歴史・地理）を担当する本居豊穎、漢学（漢詩・漢文）を担当する三島中洲が東宮職御用掛、次いで東宮侍講となった。この他、フランス人のフランソワ・サラザン、三田守真がフランス語を講義した。ほぼ休みなく、詰め込み教育が行われたが、それが皇太子の健康を悪化させるという悪循環が繰り返された。
1898年（明治31年）、第3次内閣を組閣した伊藤博文は、皇太子に関し、健康増進を最優先としながらも政治や軍事などの見識を持たせるため、適当な人物を監督役や側近とするよう明治天皇に進言した。これを受け、大山巌が東宮職監督に、明治天皇の信任が厚かった有栖川宮威仁親王が東宮賓友に任じられた。さらに翌1899年（明治32年）5月、威仁親王は東宮輔導となり、皇太子養育の全権を与えられると、それまでの詰め込み教育を改め、健康第一へと転換させた。

### 結婚

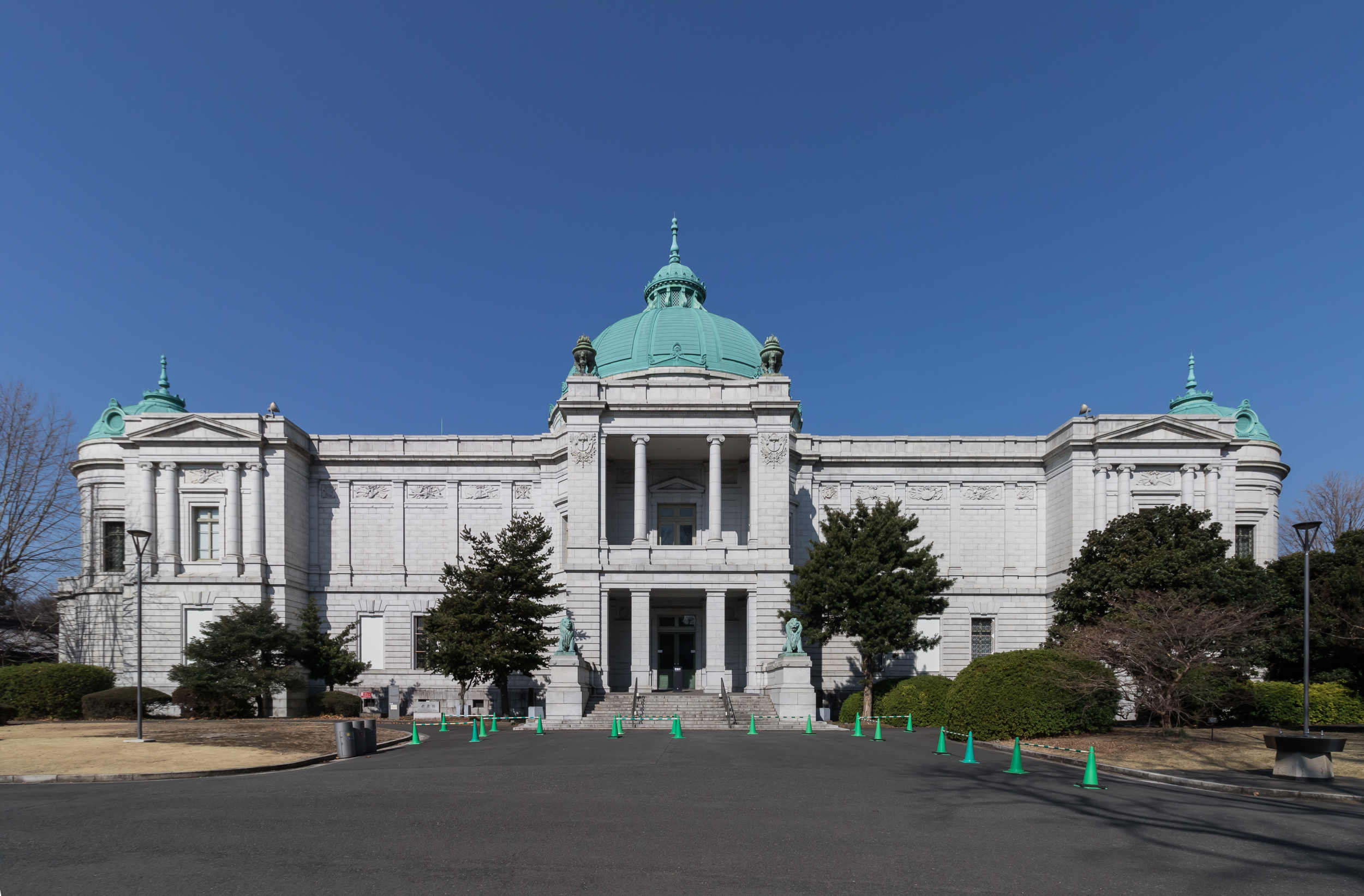
東京国立博物館表慶館

皇太子妃選びには明治天皇の側近であり、昌子内親王、房子内親王の養育主任であった佐佐木高行が大きくかかわっていた。
1891年頃から皇太子妃選びが始まり、妃候補となる皇族や公爵の娘が昌子内親王、房子内親王の遊び相手として赤坂離宮に招かれた。明治天皇は皇太子妃をできれば皇族から選びたいと考えていた。
まもなく、伏見宮家の禎子女王が有力候補となり、1893年春、佐佐木は禎子女王が皇太子妃に相応しいと土方久元宮内大臣に伝え、華族女学校学監の下田歌子も推薦。これを受け、明治天皇は同年5月に禎子女王を皇太子妃に内定した。
しかし1898年（明治31年）になると、天皇の侍医である橋本綱常や池田謙斎が「禎子女王に肺病の疑いがある」と発言し出し、岡玄卿侍医局長も結婚中止を具申。これを受けて、1899年（明治32年）1月から2月に宮中首脳が協議を行い「皇統継続」を考えれば禎子女王を皇太子妃にすることは問題であると結論付け、3月22日に婚約内定が取り消された（大正天皇婚約解消事件）。その後、他の妃候補の検討が進められたが、体が丈夫で性格も悪くないという理由で消去法により旧摂関家出身の九条節子が妃候補に浮上。1899年8月、九条節子が皇太子妃に内定した。
1900年（明治33年）2月11日に皇太子嘉仁親王と九条節子の婚約が正式決定し発表されたが、皇太子の健康に不安を持つ声があったため、この時点では婚礼の日程は未定であった。しかし3月に侍医や伊藤博文らによる会議で、皇太子が結婚前に他の女性に手を付けられないようにし、これ以上婚礼を延ばすことができないとして、婚礼を5月とすることが内定した。そして4月27日になって5月10日に婚礼を行うことが発表された。
挙式は皇居の賢所で神式により行われた。皇居から青山御所への帰路は大勢の市民で埋め尽くされ、皇太子夫妻が乗った馬車の列が皇居正門で十数分間停止を余儀なくされる有様だった。結婚を祝して各地から多くの品々が献納され、その中には、東京市内の政治家・財界人を発起人とした東宮殿下慶事奉祝会による募金で建設された「東京国立博物館表慶館」やサンフランシスコの日本人移民から贈られたアメリカ製の電気自動車（皇太子献納車）もあった。
- 明治33年（1900年）、結婚の儀に臨む皇太子嘉仁親王
- 明治33年（1900年）、結婚の儀に臨む九条節子

皇太子夫妻は5月23日から6月7日にかけ、三重県、奈良県、京都府の各府県を巡啓し、伊勢神宮や神武天皇陵、泉涌寺などを結婚報告のため参拝した。この間、皇太子は嵐山、桂離宮、京都帝国大学などを訪問し、京都帝大附属病院では患者に直接語り掛けている。

### 国内各地を行啓

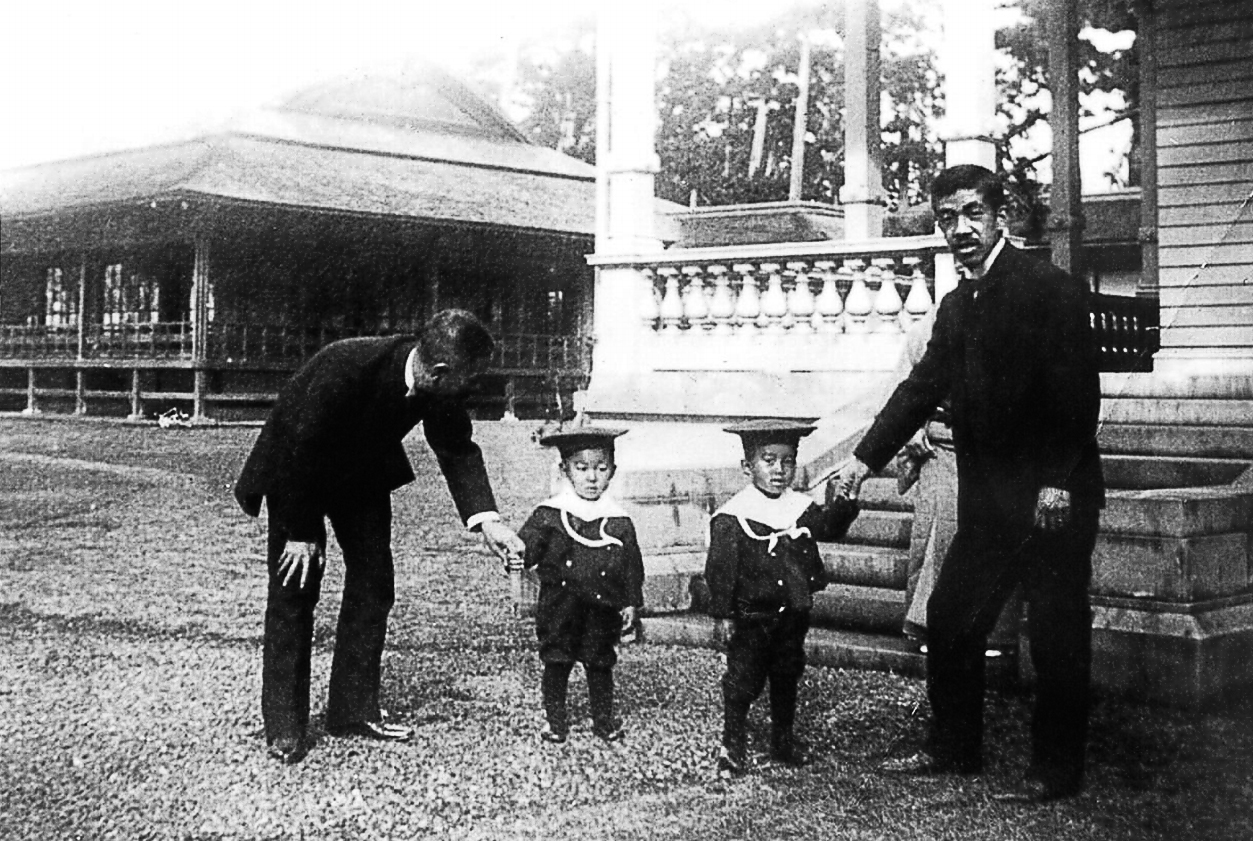
1904年（明治37年）、迪宮と淳宮を可愛がる皇太子嘉仁親王。左端は侍従

東宮補導の有栖川宮威仁親王は、皇太子の健康な身体や精神を育成するため、名目上は授業で学んだ地理歴史を実際に見学するため、長期的な地方行啓を発案した。
第一回目は1900年10月から12月にかけて行われ、福岡・佐賀・長崎・熊本各県と下関を行啓した。その後、岡山・愛媛・香川県を訪問する予定であったが、皇太子は途中滞在した兵庫県舞子で体調を崩し、静養の後に帰京した。続いて1902年5月から6月に、東北地方の見学として、群馬・長野・新潟・茨城各県を行啓。当初はさらに東北6県と栃木県も訪れる予定であったが、皇太子が体調を崩したため中止となった。
威仁親王の目論見通り、これらの地方巡啓により皇太子の健康が回復し、学習の効率も上がった。しかし皇太子の自由に任せた結果、生来の気まぐれな性格が助長され、また有栖川宮への依存心が高まる結果となった。そこで威仁親王は自分の役割は終わったとして、1903年（明治36年）2月、明治天皇に東宮輔導廃止を進言した。明治天皇は即答を避けたが、威仁親王の体調が悪化したこともあり、同年6月に東宮輔導を免じられた。その後も地方巡啓は続けられ、1903年10月には、和歌山・香川・愛媛・広島・岡山各県を訪問した。なお、これらの巡啓時に皇太子と皇太子一家の写真を下賜したり、地元新聞社が写真を発売したことはこれまでなかったことであり、皇室を国民に身近な存在とすることに大きな効果があった。
日露戦争時には皇太子は大本営付の大佐であったが、1904年（明治37年）11月頃、児玉源太郎参謀次長を中心に皇太子を大総督とする陸軍大総督府を大陸に設ける案が立てられた。皇太子も大陸への出征に積極的であったが、皇太子が出征することはかつての日本で始めてのことであり、なれない現場の指揮が混乱するとの桂太郎首相や寺内正毅陸軍大臣の反対を受けて実現せずに終わった。

### 韓国訪問

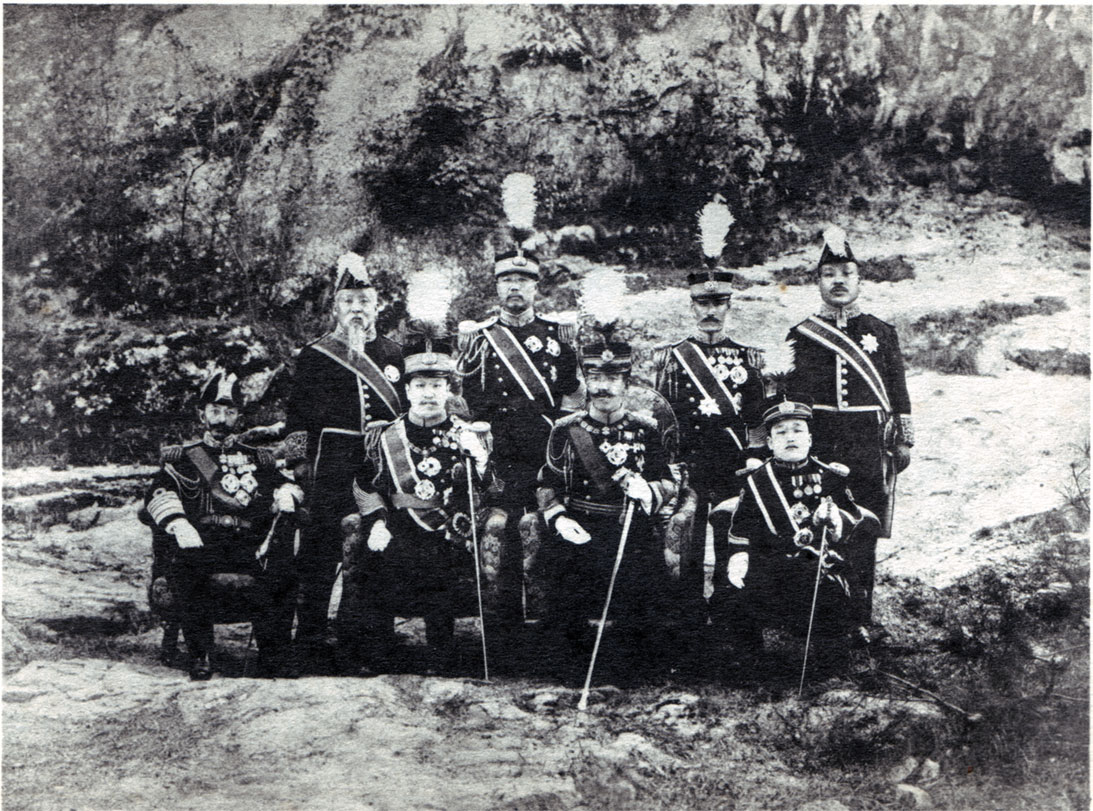
1907年（明治40年）、訪韓時の皇太子・嘉仁親王一行。前列右より 韓国皇太子・英親王（李垠）、皇太子・嘉仁親王、韓国皇帝・純宗、有栖川宮威仁親王

皇太子は少なくとも1899年（明治32年）には外遊を希望しており、同年作の『夢遊欧州』と題する漢詩でロンドンやベルリンを訪問する夢を謳ったり、『遠州洋上作』では「一躍雄飛五大洲」と書いていた。また『世界一周唱歌』が愛唱歌であった。しかし、皇太子の洋行は日本の歴史上かつてなかったことであり、明治天皇は西洋一辺倒になる懸念があるとして皇太子の洋行を認めない姿勢にあった。
1907年（明治40年）9月、伊藤博文韓国統監は、純宗の即位を機に日韓親善を名目として、英親王李垠が日本に留学し、代わりに皇太子が大韓帝国を訪問することを提言。明治天皇は韓国の治安が義兵運動で悪化していたことから難色を示したものの、伊藤が説得して韓国訪問が決定した。
皇太子には威仁親王のほか、東郷平八郎、桂太郎前首相、花房義質宮内次官らが随行。10月10日に東京を鉄道で出発し、宇品港から戦艦香取に乗船、10月16日に仁川に上陸して、純宗や李垠の出迎えを受けた。10月17日から19日まで漢城に滞在し、韓国駐箚軍司令部、倭城台公園（現・南山公園）、昌徳宮、景福宮などを巡ったほか、統監官邸で高宗と面会した。10月20日に漢城を出発、鎮海の視察を経て帰国。このとき皇太子は李垠を気に入り、日本に留学した後に朝鮮語の学習に熱意を見せるようになった。この朝鮮語学習は天皇即位後も続き、侍従に時々朝鮮語を話していた。
1908年9月から10月にかけては東北6県を行啓した。その後、まだ行啓していない地域からの請願を受けて、1909年9月から10月に岐阜および北陸3県、1911年8月から9月に北海道、1912年に山梨県を訪れ、これで沖縄県を除く全国を訪問したことになった。
1909年（明治42年）11月、陸海軍中将に昇進するとともに参謀本部付となり、1910年（明治43年）5月からは週2回参謀本部に出勤した。また、御用掛の福島安正、松石安治から戦略・戦術を学んだが、教えられたことを何も理解していないと東宮武官に嘆かれている。

### 天皇即位

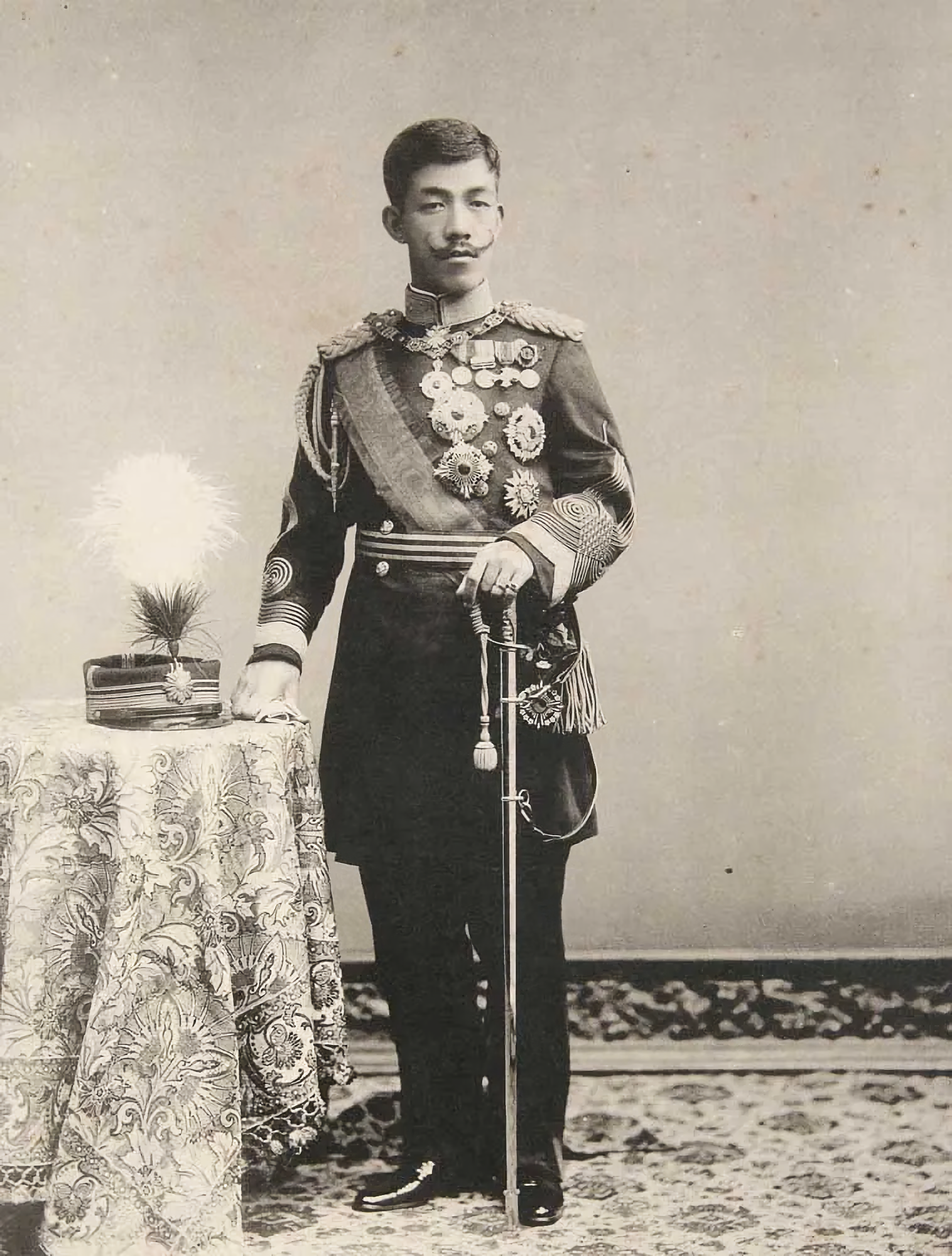
大正天皇の肖像、1912年

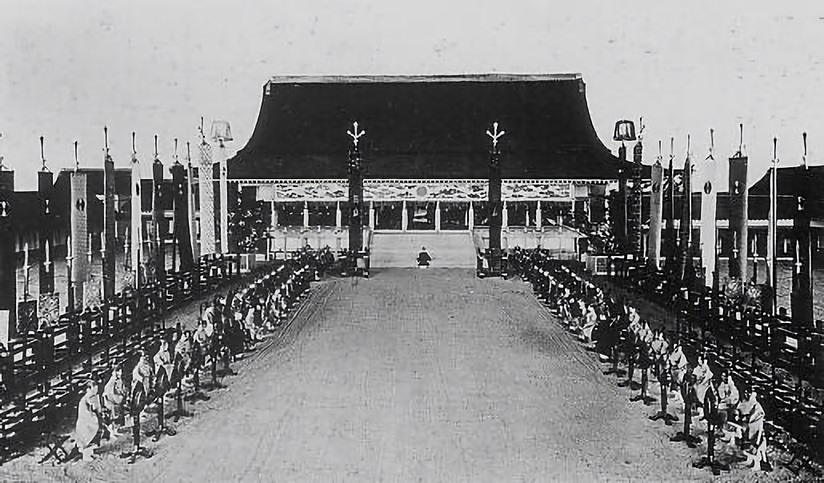
即位礼当日の京都御所

大正4年の石版画「御大礼記念 二条城内豊楽殿大饗宴之御盛儀」（尚美堂・田中良三）

1912年7月29日夜、明治天皇が崩御。皇太子は7月30日午前1時に践祚、大正（たいしょう）と改元した。8月1日に朝見式が行われたが、出席した財部彪海軍次官によれば、大正天皇は勅語朗読中に言葉に詰まり、これを見て情けないと涙を流す侍従（米田虎雄）もいたという。
11月には貞明皇后とともに伏見桃山陵を参拝。京都へ向かうお召し列車の中で大正天皇は原敬内務大臣を呼び雑談をするが、知識が豊富な原は、以後も行幸や大演習の際に話相手として再三呼ばれることになる。
即位礼と大嘗祭は当初、1914年（大正3年）11月に行う予定であったが、同年4月に昭憲皇太后が崩御したため1年延期された。1915年（大正4年）11月10日に京都御所で即位礼紫宸殿の儀、11月14日から15日にかけて大嘗祭、11月16日と17日に二条離宮で各国の王族や要人をはじめ、皇族、文武高官、有爵位者に加え、外国大使夫妻なども招かれ大規模であり二日間に渡って一日目は伝統的な日本様式と二日目は和洋折衷をモチーフにしたフランス様式と異なる構成を催した大饗の儀（大正大饗）が盛大に行われた。大正天皇自身は即位礼の準備委員長である原敬に、儀式の簡素化や日程短縮の希望を伝えていたがほとんど無視され、貴族院書記官長の柳田國男が莫大な労力と経費をかけて前代未聞であると評した儀礼が行われた。
大正天皇の即位により天長節は8月31日となったが、夏季の8月は行事を行うには猛暑であるため、1913年（大正2年）に10月31日が「天長節祝日」に定められ、以後、祝賀行事は10月31日に行われるようになった。

### 政治能力の不安
大正天皇の政治力は即位前から不安視されていた。明治天皇崩御直前の1912年（明治45年）7月26日に、徳大寺実則内大臣兼侍従長と渡辺千秋宮内大臣が美子皇后に面会し、大正天皇を皇后と伏見宮貞愛親王で補佐することを依頼。しかし、皇后は「『女性が政治に関わるべきではない』という明治天皇の意思を守りたい」として断った。また崩御直後には、西園寺公望首相が元老の山縣有朋と共に謁見し、西園寺が大正天皇へ政事についての苦言を呈し、天皇が「十分に気を付ける」と返答するやり取りがあった。
しかし1912年（大正元年）11月、大正天皇は桂太郎内大臣に突然元帥任命を打診する。終身現役の元帥になれば政党の党首になることはできず、新党を組織して首相に復帰する野心を有していた桂は拒絶した。桂は第3次桂内閣を組閣すると、留任を辞退しようとしていた斎藤実海軍大臣に留任を命ずる勅語や、帝国議会の停会を命ずる勅語などを出させて政局を乗り切ろうとした。しかしこの行動は野党・立憲政友会や民衆の反発を引き起こし、第一次憲政擁護運動、そして桂内閣の倒閣につながっていった。
1913年（大正2年）5月、風邪をこじらせ体温39度を超える肺炎となる。肺炎は同月末に治癒するが、9月まで葉山や日光で静養した。また、この間の6月に青山御所から、近代的な改修が完了した皇居奥宮殿に転居した。
1914年（大正3年）3月、シーメンス事件により第1次山本内閣が総辞職した際には、大正天皇は後継総理の選定を元老に委ねたにもかかわらず、昭憲皇太后危篤の報を受けて沼津御用邸へ向かう車中で山本権兵衛に留任を求める不用意な発言を行う。しかし、以前から大正天皇の政治能力に疑問を持っていた山本はこれに取り合わず山縣有朋を推薦。天皇は直ちに山縣を呼び組閣を命じたが、山縣にも断られ、かつ諫言を受ける有様であった。また、同年には波多野敬直宮内大臣が元老井上馨に「（大正天皇が元老に対して）何を諮問すべきか否かの事の軽重や、職務権限を理解していない」と告げている。
1915年（大正4年）、第2次大隈内閣の大浦兼武内務大臣の汚職事件が発覚すると、7月に大隈重信首相は「事件の責任を取る」として全閣僚の辞表を天皇に提出した。大隈を信頼していた大正天皇は辞表をその場で却下しようとしたが大隈の要請で留保され、元老に対応を協議した。山縣有朋は大隈留任の方針であったが、軽率な判断をしないよう天皇に諫言している。大隈は翌1916年（大正5年）6月に内閣総辞職の意を奏上し、後継に加藤高明と寺内正毅を推薦し、かつての隈板内閣のような内閣を作ろうとした。大正天皇は山縣有朋ら元老に後任選考を委ねたが、大隈は辞意を取り消す内奏を行い、天皇もこれを受け入れてしまう。面子を潰された山縣は、今度も天皇に軽率な判断をせず元老に任せ、筋を通すよう諫言した。その後、大隈は「後任に加藤高明を推薦する」とした辞表を提出し、元老に諮問しないよう働きかけたが、大正天皇は元老会議の推薦に基づき寺内を後継首相に任命した。12月には山縣が枢密院議長辞任の意を内奏した。これは以前に何度も行われた形式的なものであり、却下されることを前提とした山縣の政治的パフォーマンスであった。しかし大正天皇は辞任を認めただけでなく、いつ辞表を出すのか尋ね、その後も山縣に辞表提出を問うていた。このため大正6年（1917年）4月14日には山縣が実際に枢密院議長の辞表を提出する事態となり、5月2日に寺内首相の取りなしで留任の勅語が下ったことで、ようやく事態は収拾された。
1918年米騒動（大正7年）の際には日光田母沢御用邸で避暑中であったが、皇室財産から政府を通じて各府県に300万円（現在の60億円相当）を下賜した。ただし、天皇が金銭だけ支出して避暑を続けることに世間の批判があったことから、政府の要請を受けて急いで東京へ帰っている。

### 皇太子裕仁親王の摂政就任

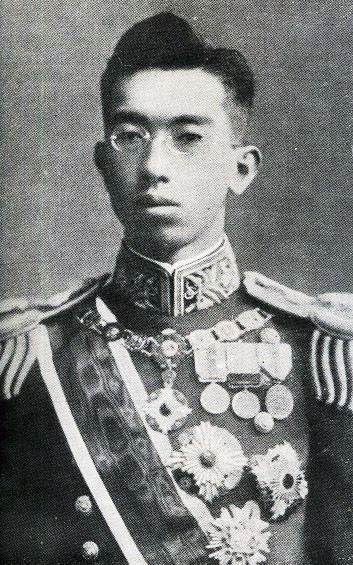
皇太子時代の裕仁親王

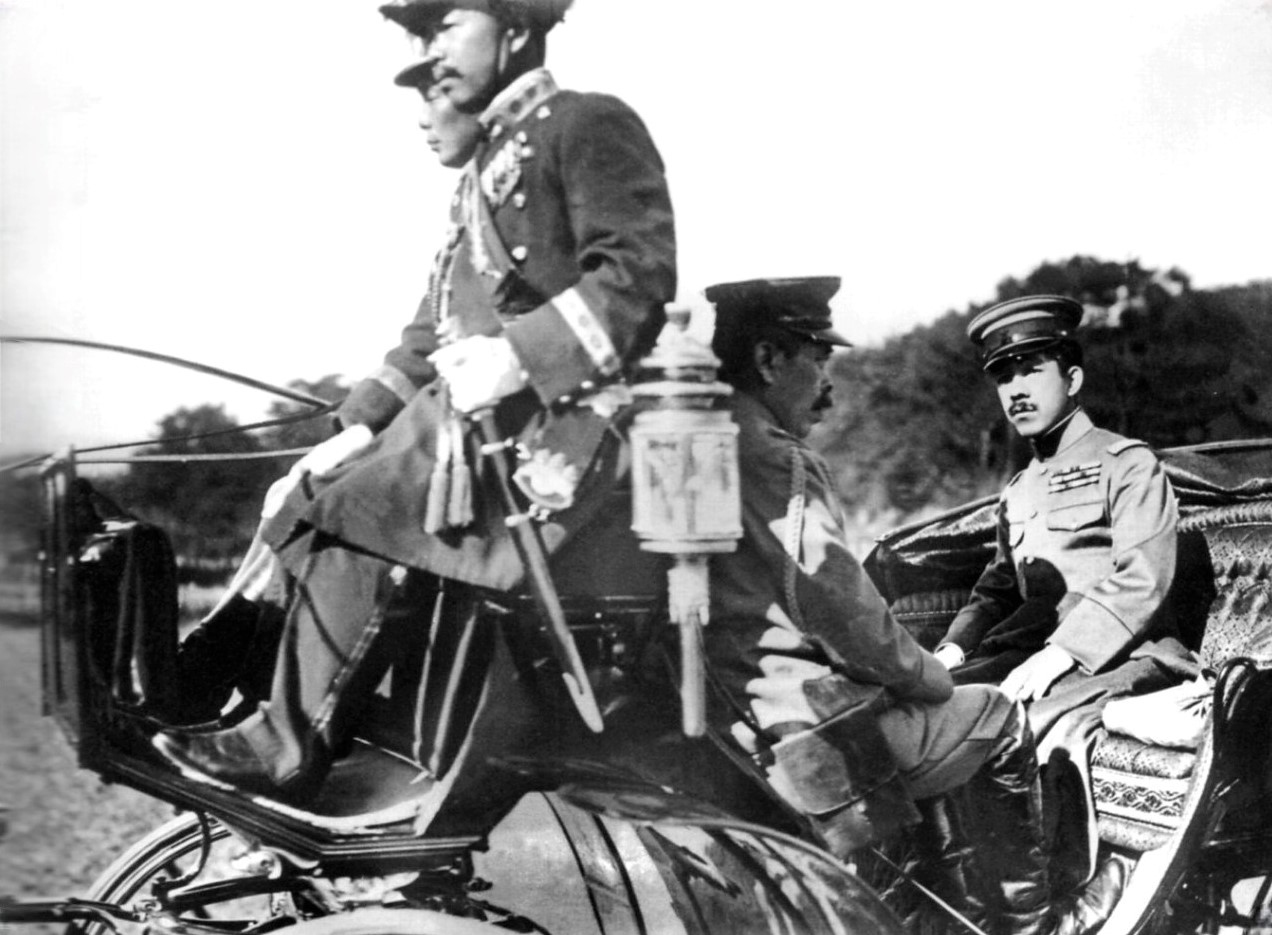
大阪での陸軍特別大演習に向かう大正天皇（1919年秋撮影）

大正天皇は1918年（大正7年）末に風邪を引き、帝国議会開会式を欠席。翌1919年（大正8年）正月の儀式はほぼ予定通り行われたが、風邪が長引き1月末から3月まで葉山で静養する。同年10月の海軍特別大演習では勅語を軍令部長が代読した。そして11月に兵庫県・大阪府で行われた陸軍特別大演習への参加が最後の東京の外への公式行幸となった。12月の帝国議会開会式は、勅語朗読の練習をおこなったものの、うまくいかなかったため、前日になって出席が中止された。
1920年（大正9年）3月30日、大正天皇の「体調悪化」が初めて宮内省から公表された。ただし、神経痛などとして言語障害や身体の傾斜といった真の病状は公表されなかった。大正天皇本人は自身の病状を認識しておらず、「普通である」と考えていた。その後は必要最低限の面会以外は静養に専念し、行事への臨席などは皇太子裕仁親王や貞明皇后が代行することになる。同年6月に松方正義内大臣が摂政設置を原敬首相に提起したが、原は「誰もが納得する病状でなければ摂政設置は困難であり、しばらく様子を見たほうが良い」と判断した。
1920年（大正9年）から1921年（大正10年）2月にかけ皇太子妃の内定取り消しをめぐる宮中某重大事件が発生するも無事解決したのを受けて、1921年3月、皇太子裕仁親王は懸案だった欧州訪問に出発した。この頃の大正天皇は、同年7月に塩原御用邸へ静養に行った際には、侍従に抱えられてやっと歩き、風呂や階段を怖がったり、突然暴れだしたりした。また前年の出来事や身近な人物を忘れるなど記憶喪失状態に陥るなどの状態であった。
1921年（大正10年）9月に皇太子が欧州から帰国すると、摂政設置に向けた最終段階に入る。10月4日には大正天皇の病状が深刻であり、事実上公務を行うことができなくなっている旨の発表がなされ、牧野伸顕宮内大臣により皇族への根回しが行われた。11月4日に原首相が暗殺されたが、11月22日には松方内大臣と牧野宮内大臣が大正天皇に拝謁し、摂政設置について報告と了解を求めようとした。しかし大正天皇は意思疎通できない状態であった。そして11月25日に皇族会議と枢密院で摂政設置が決議され、正式に皇太子裕仁親王が摂政に就任した。同日、大正天皇は摂政が執務に使用する印判を引き渡すのを一度は抵抗し、また、12月には侍従に対し「己れは別に身体が悪くないだろう」と何度も話しかけたりしていた。
11月25日付の東京朝日新聞夕刊には、以下の宮内省発表「聖上陛下御容体書」が掲載されている。

### 病状の悪化
その後の大正天皇は、夏は主に日光、他の季節は沼津や葉山に長期滞在し療養に専念した。日課として散歩を行ったり、具合のいい日は侍従や女官たちとビリヤードや雑談をして過ごしたが、病状の悪化は続いた。
1924年（大正13年）1月26日の裕仁親王の婚礼の饗宴に出御せず、1925年（大正14年）5月10日に行われた銀婚式も、大正天皇は非公式な祝賀を受けただけで、午餐会に臨御することができなかった。12月19日には脳貧血を起こしトイレで倒れ、その後は発熱が続く。
翌1926年（大正15年）年初からは風邪を引き、5月に完治したものの再び脳貧血を起こし、ほぼ歩行が不可能になった。8月に車椅子に座ったままの状態で、原宿駅の皇室専用ホームから列車に乗り、葉山御用邸へ移住した。
葉山転地後は小康状態となったが、10月末から38度を超える高熱が続き、裕仁親王が九州への行啓を取りやめ葉山へ見舞いに行った。11月19日からは宮内省が数日おきに詳しい病状を発表するようになり、国民による平穏祈願が全国に広まっていった。12月1日には生母の柳原愛子が東京都白山の大乗寺で行われた「聖上御脳御平癒の祈祷」に参加している。12月8日に呼吸困難に陥り、急遽取り寄せられた酸素吸入器が使われ、新聞号外が出された。この日以降、葉山には皇族や柳原愛子、政府高官の見舞が相次ぐ。12月14日には体温が39度に達し、食事がゴム管による流動食に切り替えられた。12月16日、呼吸が浅くなり不整脈が出始める。

### 崩御

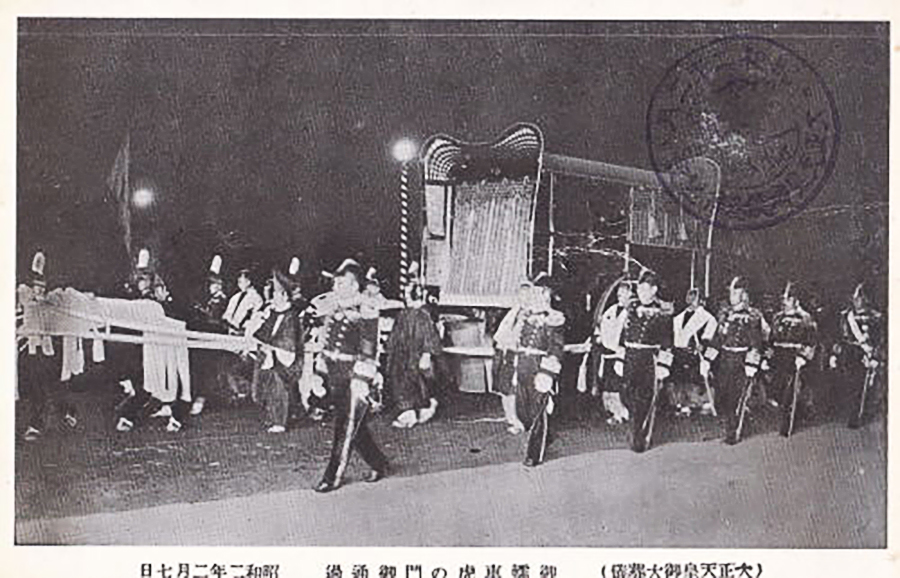
1927年（昭和2年）、大正天皇の大喪

天皇危篤との報が東京に届くと、若槻礼次郎総理大臣以下全閣僚から枢密顧問官、元老、重臣まで揃って葉山へ駆けつけ、現地は駆逐艦3隻も出動するなど厳重警戒体制がとられた。全国で歳末行事の自粛や平穏祈願が行われ、ラジオは12月16日以降、娯楽放送を中止し、宮内省からの発表があれば随時病状を報道。12月14日から崩御までの宮内省発表は61回行われ、ラジオでの放送は計433回に達した。
これを受けてラジオの加入申込者数が急増し、翌年2月の大喪までに36万件に達した。また、新聞社も葉山に記者数十人を送り込んで報道体制をとった。
病状は一時小康状態となったが、12月24日午後から肺炎が悪化し、午後7時に危篤となった。そして、翌日の1926年（大正15年）12月25日午前1時25分、皇后や皇太子夫妻、皇族、柳原愛子が見守る中、心臓麻痺により崩御。宮内省からは天皇崩御後の午前1時45分に危篤になったこと、午前2時40分に崩御が発表された。宝算47。
これに伴いただちに、摂政であった長男の皇太子裕仁親王が皇位継承し（昭和天皇）、第124代天皇に践祚（即位）した。このとき、貞明皇后の発願で、大正天皇の供養のため「南無妙法蓮華経」の題目を模写した紙が多数制作されている。

## 葬儀

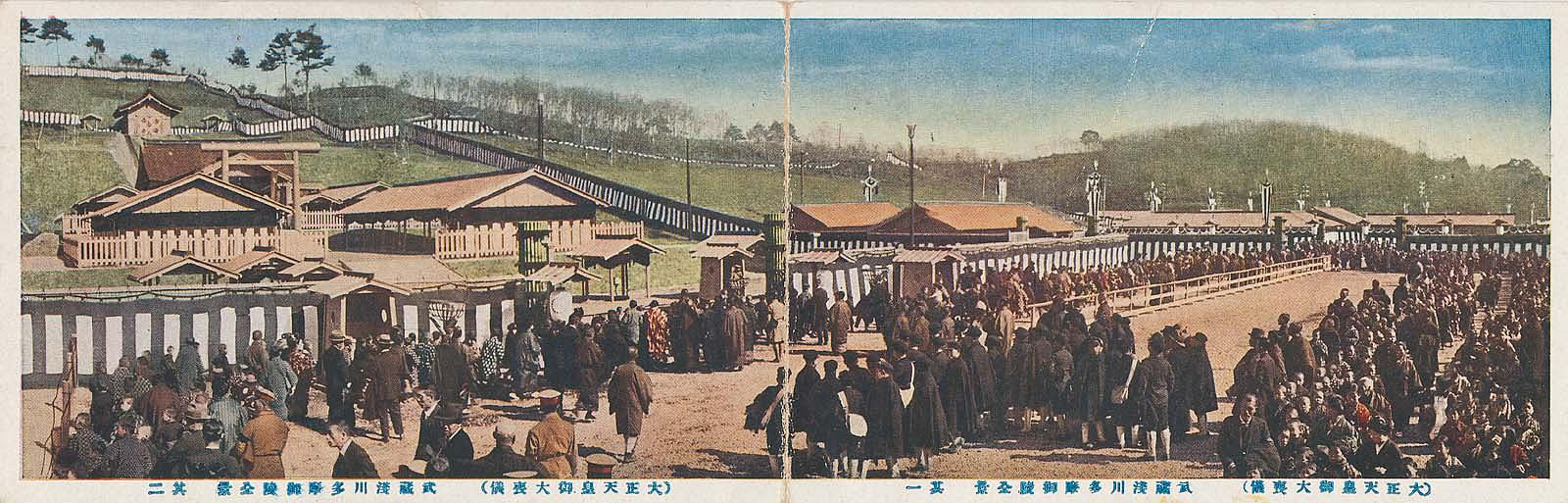
当時の多摩陵

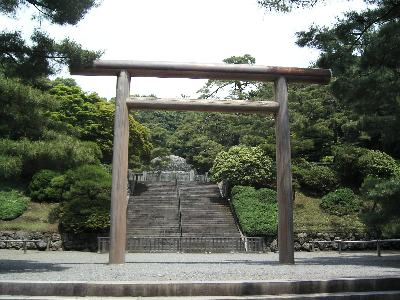
多摩陵

1927年（昭和2年）1月29日に「大正天皇（たいしょうてんのう）」と追号され、大喪が2月7日から8日にかけて新宿御苑を中心に行われた。皇居から新宿御苑の式場までの葬列は計6千人、全長6キロメートルという壮大なもので、沿道には150万乃至300万人の市民が集まったといわれ、葬列はラジオで実況放送された。葬場殿の儀（葬儀）は午後9時から午後11時まで行われ、内外の高官約7千人が参列した。その後、中央本線の千駄ヶ谷駅の隣に臨時で設置された新宿御苑駅から霊柩列車に移され、昭和天皇名代の秩父宮雍仁親王らを乗せ出発。同じく臨時駅の東浅川仮駅まで運ばれ、東京府南多摩郡横山村（現在の東京都八王子市長房町）の御料地に築かれた多摩陵に葬られた。
新宿御苑の葬場殿と多摩陵は一般公開されたが好評で、葬場殿は2月9日から3月7日まで、多摩陵は2月13日から4月4日まで公開期間が延長された。葬場殿の参拝者はのべ250万人、多摩陵の参拝者はのべ89万8千人にのぼった。多摩陵には売店や料亭まで建ち、省線や京王電気軌道では臨時列車を走らせた。さらに京王電気軌道は御陵前駅に至る御陵線を建設したが、開業した1931年（昭和6年）には参拝ブームは下火となっており、まもなく閑散となった。
現在、毎年12月25日に宮中で大正天皇例祭が行われている。

## 死後の評価と「遠眼鏡事件」

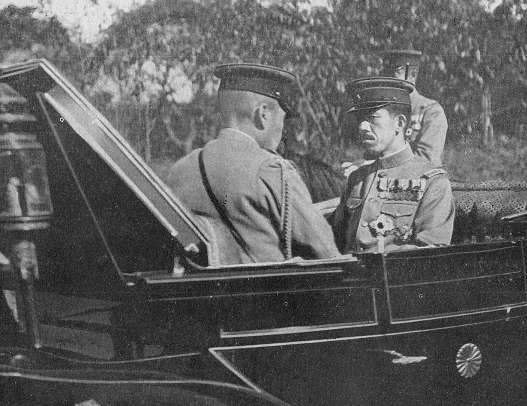
1917年（大正6年）、帝国議会の開院式に向かう大正天皇

国内外の死亡記事では、大正年間に日本の国際的地位が高まったこと、政治制度や文化など近代化の一層の進展が大正天皇の功績として挙げられていた。やがてその評価は、追悼本として知られる限り唯一市販された『大正天皇御治世史』や、若槻礼次郎首相の弔辞で用いられた「守成の君主」に落ち着いた。とは言え明治天皇とは異なり、大正天皇を偲び記念する運動はほとんどなく、誕生日は祝日とならず、大正神宮も造られなかった。
そして社会に広く定着したのは、「大正天皇が帝国議会の開院式で勅書をくるくると丸め、遠眼鏡にして議員席を見渡した」とされる「遠眼鏡事件」に代表されるような「大正天皇精神病者説」であり、その風説は少なくとも昭和初期には一般大衆の間で広まっていた。1944年（昭和19年）に遠眼鏡事件の噂を語った男が不敬罪で捕まっているほか、1921年に小学2年生であった丸山眞男は、当時、「大正天皇が脳を患っており、勅書を丸めて覗いた」という噂が流れていたことを1989年（平成元年）のエッセイで回想している。
遠眼鏡事件が公然と語り出されるのは戦後であり、近代天皇制の呪縛から解放された後の昭和30年代に集中している。一つは「文藝春秋」1959年（昭和34年）2月号掲載の無署名記事「悲劇の天皇・大正天皇」で、黒田長敬侍従の、1920年頃に大正天皇が勅書朗読後にうまく巻けたか透かして見た、という証言を載せた。また、元女官の山川三千子は、1960年（昭和35年）の著書『女官』に、大正天皇が初めて帝国議会開会式に臨んだ1912年に遠眼鏡として覗いた光景を、姑の弟である山川健次郎が目撃した話をしていたと記している。
この遠眼鏡事件については諸説あり、歴史学者の古川隆久は、決定的な史料はなく真相は不明であるが、大正天皇は精神疾患ではないので風説はいわれのない中傷であると主張している。そのほか、大正天皇・貞明皇后に仕えた元女官の坂東登女子は、あるとき勅書が本来とは逆向きに巻いてあったため、その次の折に巻き方が間違っていないか遠眼鏡のように覗き込んで確認した、という話を大正天皇から直接聞いたと語っている。

## 皇子
妻の貞明皇后との間に4人の皇男子をもうけた。現行の皇室典範が施行された後の1947年（昭和22年）10月14日にGHQの指令によって伏見宮系の皇族と宮家が皇籍離脱した際、昭和天皇とその弟宮の三男子及び各妃とその子女・子孫が皇室に留まった。大正天皇・貞明皇后夫妻は、2022年（令和4年）1月時点における皇室典範の定めるところによる皇室構成員の中で生まれながらの皇族である者（徳仁・明仁・全ての親王・内親王・女王）の最近共通祖先となっている。
貞明皇后は次男の淳宮雍仁親王出産後の1903年（明治36年）夏に流産している。

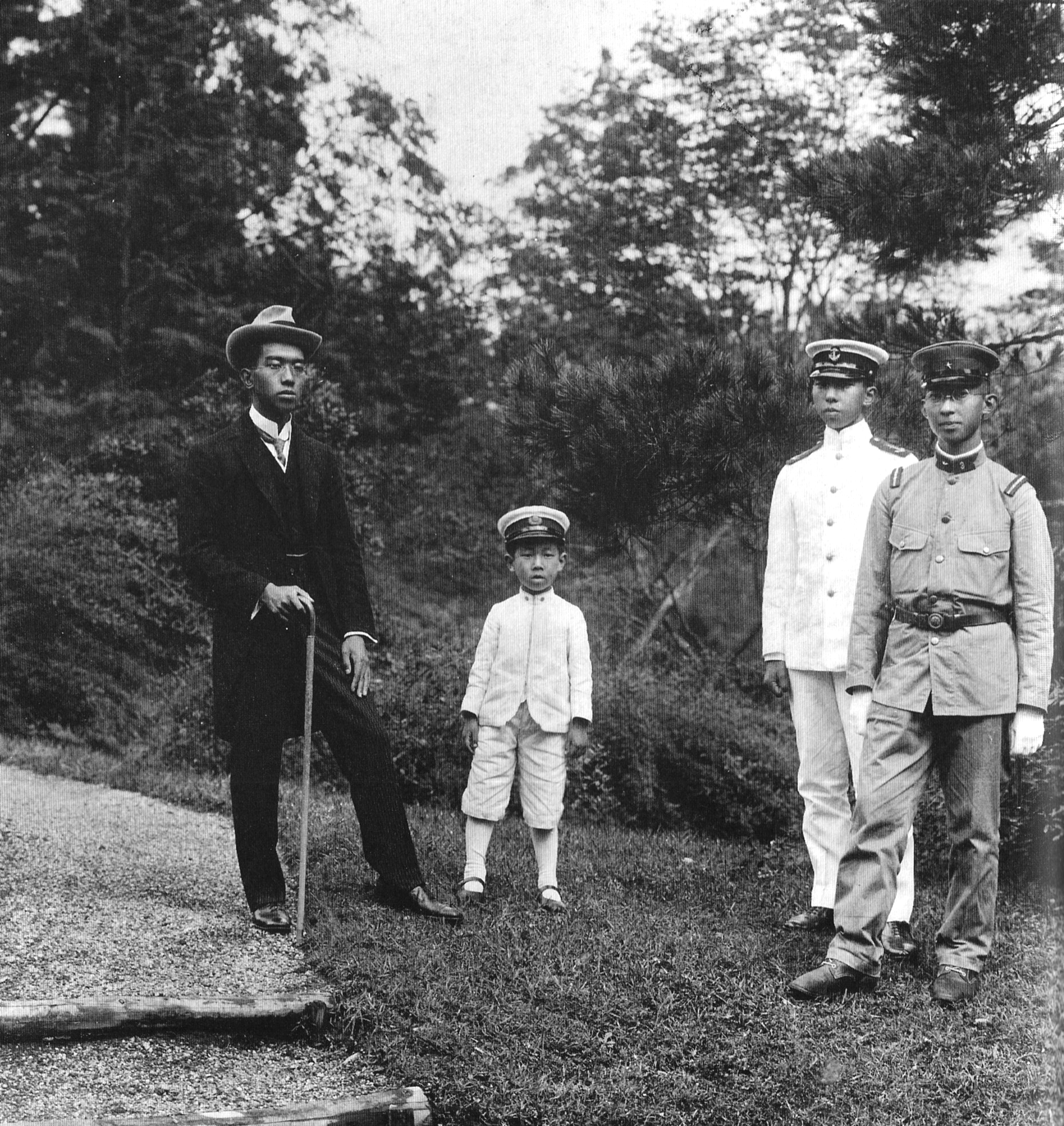
1921年（大正10年）撮影、4人の皇子。
左から皇太子裕仁親王（長男）、崇仁親王（四男）、宣仁親王（三男）、雍仁親王（次男）。

|  | 御称号および諱・身位 | 読み                | 生年月日                   | 没年月日                                 | 続柄                 | 備考 |
|  | -------------------- | ------------------- | -------------------------- | ---------------------------------------- | -------------------- | --- |
|  | 迪宮裕仁親王         | みちのみや ひろひと | 1901年（明治34年） 4月29日 | 1989年（昭和64年） 1月7日（満87歳没）    | 第一皇男子 （第1子） | 良子女王（久邇宮家）と結婚（→香淳皇后）。 摂政：1921年(大正10年)11月25日 – 1926年(大正15年)12月25日 昭和天皇（第124代天皇） 子女：2男5女（7人）。 |
|  | 淳宮雍仁親王         | あつのみや やすひと | 1902年（明治35年） 6月25日 | 1953年（昭和28年） 1月4日（満50歳没）    | 第二皇男子 （第2子） | 松平節子と結婚（→雍仁親王妃勢津子）。 雍仁親王（宮号：秩父宮） 子女：無し。                                                                       |
|  | 光宮宣仁親王         | てるのみや のぶひと | 1905年（明治38年） 1月3日  | 1987年（昭和62年） 2月3日（満82歳没）    | 第三皇男子 （第3子） | 徳川喜久子と結婚（→宣仁親王妃喜久子）。 宣仁親王（宮号：高松宮） 断絶した有栖川宮家の祭祀を継承。 子女：無し。                                    |
|  | 澄宮崇仁親王         | すみのみや たかひと | 1915年（大正4年） 12月2日  | 2016年（平成28年） 10月27日（満100歳没） | 第四皇男子 （第4子） | 高木百合子と結婚（→崇仁親王妃百合子）。 崇仁親王（宮号：三笠宮 ） 子女：3男2女（5人）。                                                           |

## 人物像
皇太子時代に富士山麓の愛鷹山御狩場で狩猟中に一人はぐれた際、通りかかった青年に道を尋ね、そして立ち寄った家でお茶漬けを勧められたり、陸軍の演習に参加した際に、突然旧友宅を訪問したり、当時上品な場所でないと見られていた蕎麦屋に入るなど、気軽で奔放な性格であった。梨本伊都子は著書『三代の天皇と私』で「明治天皇と違って大正天皇は大変親しみやすいお気軽なお方でした」と評している。
趣味は当時としては極端な洋風で、和服より洋服、日本酒よりワインを好んだ。娯楽は側近たちとビリヤードや将棋を楽しんだほか、皇太子時代には運動のため自転車に乗り、三菱財閥から献上されたヨット「初加勢」でクルージングを楽しんでいた。
乗馬も嗜み、行幸時に話し相手となった原敬が大正天皇の馬の鑑識眼に驚いているほか、名和長憲らの指導を受けた乗馬の腕は優れたものがあった。
また愛煙家で、自分が吸うたばこの香りや辛さについて注文を付け、東宮太夫がたばこの本数を減らすよう進言すると、通常より長い約11.5センチメートルの特製紙巻たばこを生産させている。また、梨本宮が参内した際に自分の煙草入れから葉巻を鷲掴みにして「持って行け」と渡したり、九州行啓時に鉄道に同乗した福岡県知事に「汝は煙草を好むや」と言ってたばこを差し出し、知事が驚いたエピソードがある。
皇太子時代は非常に早足で、行啓等では侍従や先導する知事が付いていけなくなることもあった。

### 詩人として

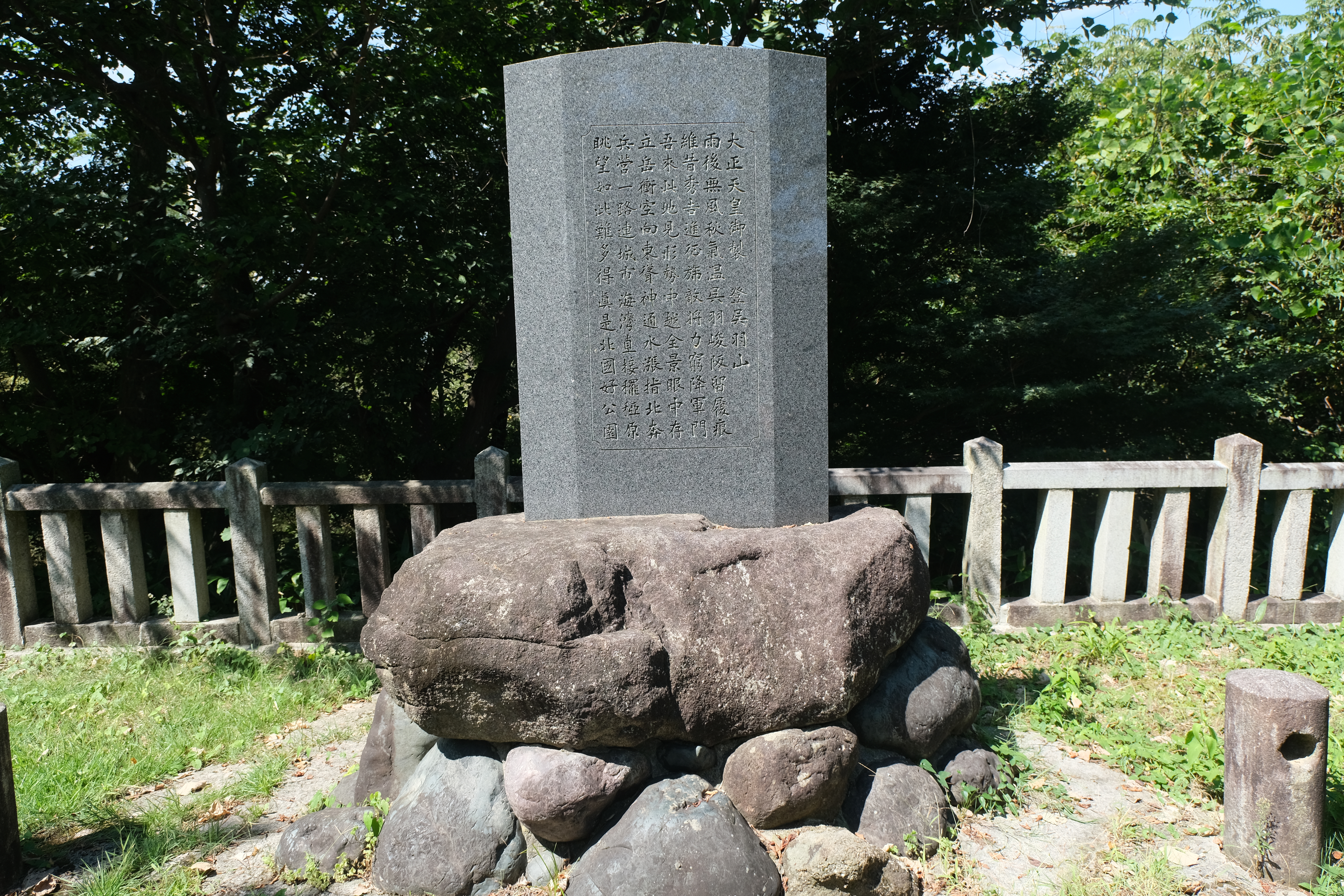
登呉羽山の石碑

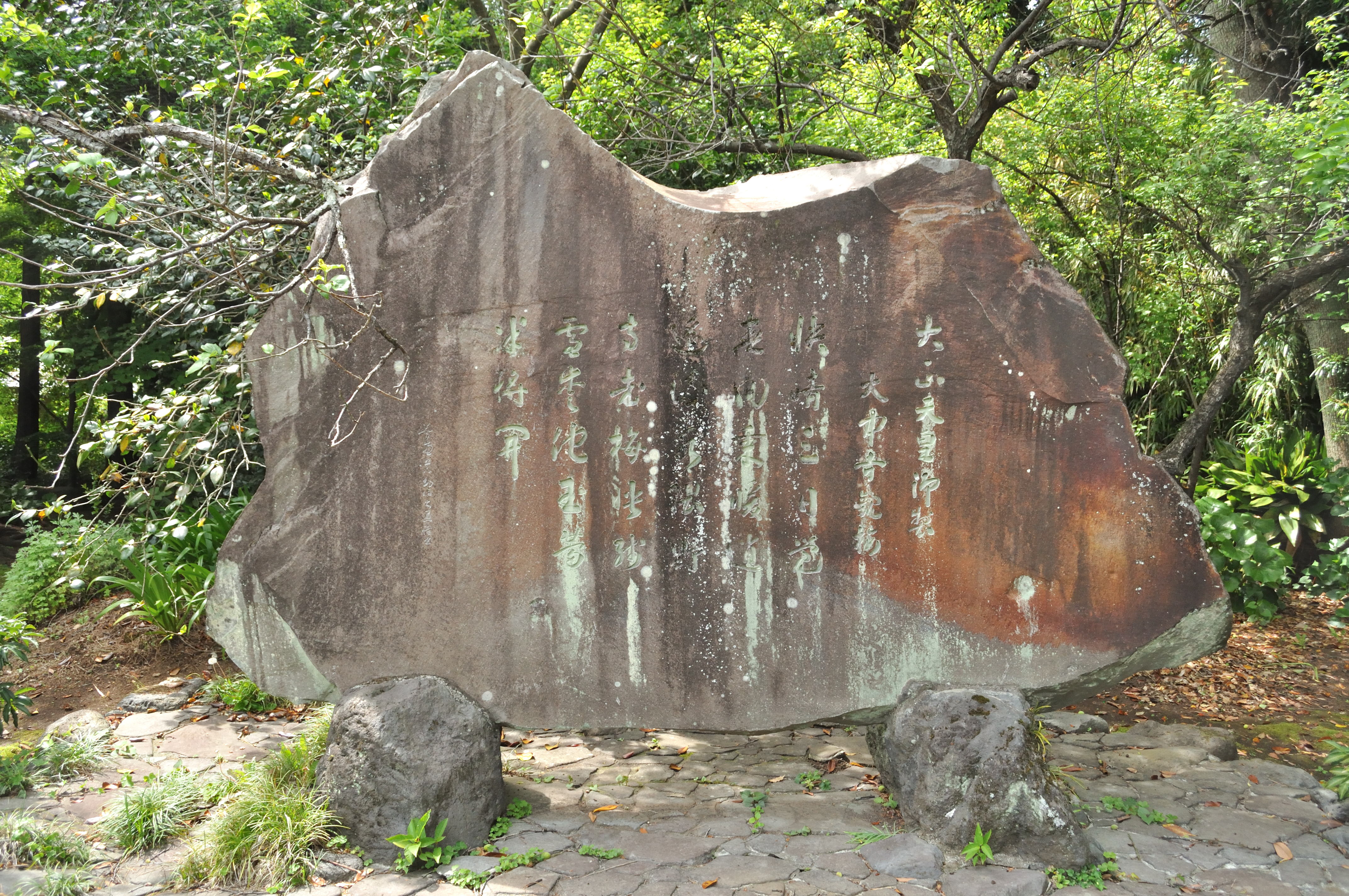
大中寺観梅の石碑

三島中洲の指導を受け漢詩を始めた大正天皇は和歌より漢詩を好み、昭陽の雅号を名乗った。1896年（明治29年）から1917年（大正6年）の22年間に1367首の漢詩を創作し、その数は歴代天皇の中で突出している。そして、全作品が宮内庁書陵部所蔵の『大正天皇御集』に収録されており、うち251首は一部添削を経て、1948年（昭和23年）に『大正天皇御製詩集』として公刊された。
漢詩のうち1129首が最も創作しやすい七言絶句で、作風は平易であるというのが一般的評価である。巡啓先の光景や日々の生活のほか八甲田雪中行軍遭難事件といった出来事などを詩に詠んでいるが、古田島洋介は「確実に文学的価値があるのは、1914年（大正3年）作の『西瓜』のみ」としており、古川隆久は「大正天皇は素人詩人の部類に入る」とみている。石川忠久は「大正天皇の詩は未完成で、せっかくの才能が十分に磨かれずに終わった」と評している。
漢詩の詩碑は2か所に建てられており、一つは富山県富山市の呉羽山山頂にある「登呉羽山」の碑、もう一つは静岡県沼津市大中寺にある「大中寺観梅」の碑である。
一方、和歌は生涯で少なくとも465首を詠んだとされるが、（父親）明治天皇の約9万首、（長男）昭和天皇の約1万首に比べると極めて少ない。しかし、古川隆久は「心の鋭敏さの点では明治・大正・昭和三代の中で一番鋭い感じがする」と評価している。

### 人間関係

#### 明治天皇（父）
明治天皇は幼少時の嘉仁親王の習字の清書を見たがったり、読書の進度を気にしたり、柳原愛子を通じて指示をするなど教育に干渉したが、教育掛の湯本武比古に拒絶され、以降は口出しを止めた。皇太子になってからも明治天皇の心配は変わらず、年数回、皇太子の側近に日誌を提出させ、健康状態や生活、勉強の状況などをチェックしていた。しかし皇太子にとってはこれが重荷となり、皇居に参内してもなかなか天皇に会わず、会っても会話が弾まなかった。これは明治天皇のしっかり教育したいという意志に基づいて行っていたと考えられている。また、大正天皇は皇子に制約を課したりはあまりしなかったが明治天皇はこれをよく思わなかったという逸話もある。
さらに、明治天皇は皇太子が「洋風」を好み基礎学問が不十分ながらフランス語を非常に好むことに頭を悩ませたほか、その軽率な言動を不快に思っており、1898年（明治31年）に皇太子が東宮職員の不出来を挙げ「全員更迭せよ」と周囲に発言した際には、侍従職幹事の岩倉具定を通じて叱責している。

#### 貞明皇后（妻）
夫妻で側近とともにダンスを楽しんだり、漢詩を62首創作するなど、貞明皇后は大正天皇の趣味に合わせようとしていた。しかし夫婦仲は必ずしも良好だったわけではなかった。大正天皇は新婚早々に、同じく日光で避暑中の鍋島伊都子を頻繁に訪問しては、飼い犬を預けるなどの行動をとった際には、怒った節子妃が一時帰京したこともあった。そして、伊都子には梨本宮との結婚後も会いに行っており、東宮侍従長の木戸孝正に嘆かれている。
公式に側室制度（一夫多妻制）は廃止されていなかったが、大正天皇は側室を持たなかった。しかし他の女性への興味を隠そうとはせず、戯れて女官を追い回しては手を掴んで離さなかったり、女官に肖像写真を求めたりした。また、女官に手を付けていたとの噂が世間に広まっており、徳富蘆花がその日記に遺している。

#### 4人の息子たち
貞明皇后との間には以下の4人の皇子をもうけた（#詳細）。迪宮裕仁親王（昭和天皇）、淳宮雍仁親王 （秩父宮）、光宮宣仁親王（高松宮）、澄宮崇仁親王（三笠宮）である。
伝統に従い、裕仁親王と雍仁親王は誕生してすぐ、川村純義邸に預けられたが、川村が1903年に死亡すると、裕仁親王と雍仁親王は仮東宮御所に隣接する皇孫仮御殿に移った。その後は、皇太子が突然皇孫仮御殿に立ち寄って鬼ごっこに加わったり、少なくとも週一回は家族団欒の時を過ごすなど、子煩悩な父親ぶりを示した。家族団欒の場では、皇后が弾くピアノに合わせて子供たちと軍歌や唱歌を歌ったりした。
昭和天皇は大正天皇生誕100年を翌年に控えた、1978年（昭和53年）12月4日の記者会見で、自身の父親である大正天皇について、「幼いころ一緒に将棋を指したり歌を歌った思い出があること」と、「『詩文を良くし記憶力が良かった』と母から聞いた」とし、「本当に天皇として立派な方であった」と語っている。

#### 政治家
大隈重信
大隈重信は、堅苦しい話だけでなく世間話など面白い話をすることから大正天皇に好かれていた。皇太子時代の1898年（明治31年）、第1次大隈内閣退陣後に早稲田の大隈邸に招かれ、能や狂言などの歓待を受ける。皇太子が在野の人物の私邸を複数回訪問するのは異例であったが、1912年（明治45年/大正元年）にも、大隈邸と早稲田大学を訪問している。その後大隈は再び首相（第2次大隈内閣）となった後、頻繁に拝謁し長話をしては、天皇が上奏に来た他の大臣を待たせることもあった。そして大隈家には大正天皇の宸翰2通、大隈を詠んだ御製が残されていた。
原敬
原敬は、1906年（明治39年）に第1次西園寺内閣の内務大臣に就任し、大正天皇（当時：皇太子）との接点ができて以降、行幸時のお召列車で話し相手として呼び出されるなど信頼を得ていた。そのやりとりは原敬日記に数多く記録されている。
山縣有朋
一方で、天皇がひどく嫌っていたのが山縣有朋である。1896年（明治29年）に山縣が沼津御用邸滞在中の皇太子を訪ね、君主のあるべき姿を説いた。このとき、皇太子は「山縣が酒に酔い、暴言を吐いた」と漏らしたが、問題とならず済んだ。山縣は、天皇即位後も大正天皇に、父親の明治天皇を模範にした苦言を呈した。これに対して、大正天皇は山縣が拝謁を求めても直接会わず女官に対応させたりした。そのほか、大正天皇は寺内正毅（初代朝鮮総督）に対し「山縣の人望のなさ」について言及している。

### 「脳病」について
大正天皇は生後一年以内に、2回脳膜炎らしき病気にかかっている。当時、白粉を使う女性は鉛中毒を患っていたが、その白粉を乳幼児が吸ったり、母乳から摂取すると鉛中毒による脳膜炎を引き起こすことがあった。大正天皇の病気の原因も、乳母が使用した白粉の可能性があると考察されている。
1920年3月、東京大学教授の三浦謹之助と侍医頭の池辺棟三郎は、「大正天皇は即位後の多忙により神経過敏となったうえ、2年前から内分泌臓器のいくつかが不調となり、幼児期の脳膜炎の影響から心身の緊張を要する儀式の際に体が傾くなど平衡を失うようになったため、政務を見る以外には儀式に出ず静養することが必要である」、との診断書を出している。しかし原因確定は不可能であった。
近年、神経心理学者の杉下守弘は、当時の文献の分析を行い、大正天皇の病気は前頭葉、側頭葉、頭頂葉の少なくとも一つに脳萎縮が起こり、失語症、さらに記憶・判断・思考なども障害され日常生活が送れなくなり認知症になる「原発性進行性失語症」、もしくは大脳半球皮質および皮質下神経核などが萎縮し、構音障害、身体の前屈、歩行障害から、徐々に失語症、記憶障害、判断障害が起こり認知症になる「大脳皮質基底核症候群」と推察している。

## 大正天皇実録
1927年6月、宮内省は図書寮に大正天皇実録部を設置し『大正天皇実録』の編纂を開始した。実録は1934年（昭和9年）末に145冊の稿本が作成された後、更なる資料の補遺、充実を図り、1936年（昭和11年）の大正天皇十年祭を前に完成し、昭和天皇、香淳皇后、節子皇太后（貞明皇后）に捧呈された。しかし、長い間非公開であり、朝日新聞の情報公開請求を契機として2002年（平成14年）から2011年（平成23年）にかけ、4回に分けて公開された。ただし、この時は個人識別情報として全体の3パーセントが黒塗りとされた。その後、2015年（平成27年）に公文書管理法の「時の経過」を考慮して黒塗り部分が残り0.5パーセントまで減らされたが、現在も学業成績や病状に関する部分の一部が非公開とされている。
ゆまに書房が2016年（平成28年）から2021年（令和3年）にかけて実録本文の補訂版を刊行中である。

## 軍歴

### 日本
- 1889年（明治22年）11月3日　陸軍歩兵少尉[224]
- 1892年（明治25年）11月3日　陸軍歩兵中尉[225]
- 1895年（明治28年）1月4日　陸軍歩兵大尉[226]
- 1898年（明治31年）11月3日　陸軍歩兵少佐及海軍少佐[227]
- 1901年（明治34年）11月3日　陸軍歩兵中佐及海軍中佐[228]
- 1903年（明治36年）11月3日　陸軍歩兵大佐及海軍大佐[229]
- 1905年（明治38年）11月3日　陸軍少将及海軍少将[230]
- 1909年（明治42年）11月3日　陸軍中将及海軍中将[231]
- 1912年（明治45年/大正元年）7月30日　大元帥

### 外国
- イギリス : （イギリス陸軍）陸軍元帥、1918年（大正7年）1月1日任命[232]

なお、日本側はその返礼として、1918年10月に、ジョージ5世に対して元帥陸軍大将を授与している。当時は、君主の間で互いに軍の階級を授与する外交儀礼が存在し、イギリスは日本以外にも12カ国（ドイツ、ロシア、スペイン等）の君主に陸軍元帥を授与している。

## 栄典

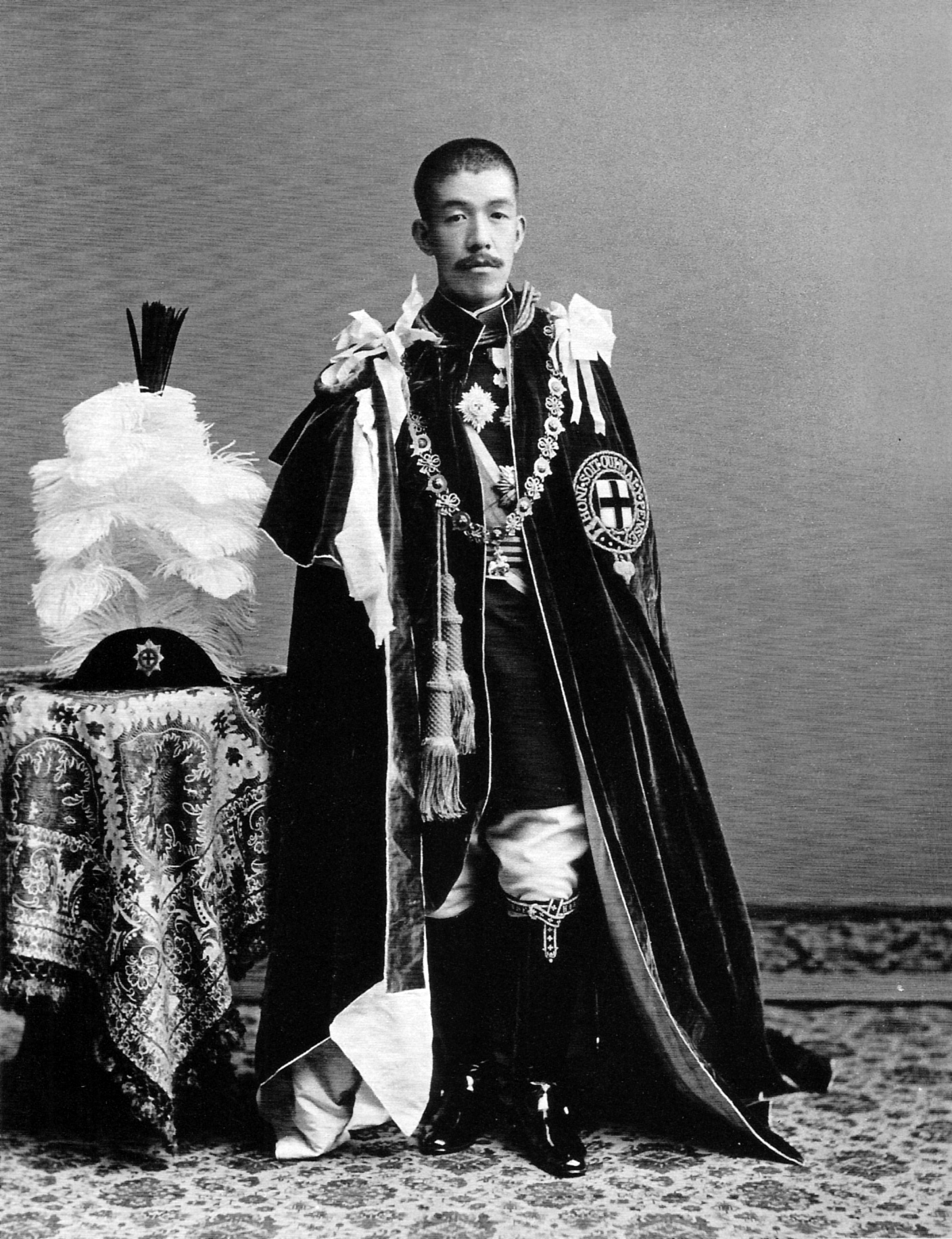
ガーター騎士団の正装をした大正天皇（1912年頃撮影）

### 日本
- 1889年（明治22年）11月3日 - 大勲位菊花大綬章[235]
- 1900年（明治33年）5月10日 - 菊花章頸飾[236]
- 1906年（明治39年）4月1日 - 功三級金鵄勲章・明治三十七八年従軍記章[237]

### 外国
- オーストリア＝ハンガリー帝国：聖シュテファン勲章大十字章（1900年7月18日）[238]
- ベルギー：レオポルド勲章剣付大綬章（1898年11月18日）[238]
- デンマーク：エレファント勲章騎士（1900年3月5日）[238]
- フランス共和国：レジオンドヌール勲章大十字章（1899年5月3日）[238]
- ドイツ帝国：黒鷲勲章騎士（1899年12月21日）[238]
  -  バイエルン王国：聖フーベルトゥス勲章騎士（1904年3月16日）[238]
- ギリシャ：
  - ゲオルギオス1世勲章大十字章
  - 救い主勲章大十字章
- イタリア王国：
  - 聖アヌンツィアータ騎士団騎士（1900年3月22日）[239]
  - 聖マウリッツィオ・ラザロ勲章大十字騎士章（1900年3月22日）
  - イタリア王冠勲章大十字章（1900年3月22日）
- 大韓帝国：大勲位金尺大綬章（1900年9月20日）[238]
- オランダ：ネーデルラント獅子勲章大十字章（1900年7月12日）[238]
- ノルウェー：聖オーラヴ勲章大十字章
- ポーランド：白鷲勲章騎士
- ポルトガル王国：キリストおよび聖ベントのアヴィス勲章大十字章（1904年4月）[238]
- ロシア帝国：聖アンドレイ勲章騎士（1900年7月2日）[238]
- タイ：大チャクリー勲章騎士（1899年10月26日）[240]
- スペイン：金羊毛騎士団騎士（1897年12月6日）[238]
- スウェーデン：セラフィム勲章騎士（1907年9月20日）[241]
- イギリス：ガーター勲章騎士（1912年9月18日）[242]

## 系譜
| \| \| \| \| \| \| \| \| \| \| \| \| \| \| \| \| \| \| \| \| 16.119代天皇 光格天皇 \| \| \| \| \| \| \| \| \| \| \| \| \| \| \| \| \| \| \| \| \| \| \| \| \| \| \| \| \| \| \| \| \| \| \| \| \| \| \| \| \| \| \| \| \| \| \| \| \| \| \| \| \| \| 8.120代天皇 仁孝天皇 \| \| \| \| \| \| \| \| \| \| \| \| \| \| \| \| \| \| \| \| \| \| \| \| \| \| \| \| \| \| \| \| \| \| \| \| \| \| \| \| \| \| \| \| \| \| \| \| \| \| \| \| \| \| 17.勧修寺婧子 \| \| \| \| \| \| \| \| \| \| \| \| \| \| \| \| \| \| \| \| \| \| \| \| \| \| \| \| \| \| \| \| \| \| \| \| \| \| \| \| \| \| \| \| \| \| \| \| \| \| \| \| \| \| 4.121代天皇 孝明天皇 \| \| \| \| \| \| \| \| \| \| \| \| \| \| \| \| \| \| \| \| \| \| \| \| \| \| \| \| \| \| \| \| \| \| \| \| \| \| \| \| \| \| \| \| \| \| \| \| \| \| \| \| \| \| 18.正親町実光 \| \| \| \| \| \| \| \| \| \| \| \| \| \| \| \| \| \| \| \| \| \| \| \| \| \| \| \| \| \| \| \| \| \| \| \| \| \| \| \| \| \| \| \| \| \| \| \| \| \| \| \| \| \| 9.正親町雅子 \| \| \| \| \| \| \| \| \| \| \| \| \| \| \| \| \| \| \| \| \| \| \| \| \| \| \| \| \| \| \| \| \| \| \| \| \| \| \| \| \| \| \| \| \| \| \| \| \| \| \| \| \| \| 19.四辻千栄子 \| \| \| \| \| \| \| \| \| \| \| \| \| \| \| \| \| \| \| \| \| \| \| \| \| \| \| \| \| \| \| \| \| \| \| \| \| \| \| \| \| \| \| \| \| \| \| \| \| \| \| \| \| \| 2.122代天皇 明治天皇 \| \| \| \| \| \| \| \| \| \| \| \| \| \| \| \| \| \| \| \| \| \| \| \| \| \| \| \| \| \| \| \| \| \| \| \| \| \| \| \| \| \| \| \| \| \| \| \| \| \| \| \| \| \| 20.中山忠頼 \| \| \| \| \| \| \| \| \| \| \| \| \| \| \| \| \| \| \| \| \| \| \| \| \| \| \| \| \| \| \| \| \| \| \| \| \| \| \| \| \| \| \| \| \| \| \| \| \| \| \| \| \| \| 10.中山忠能 \| \| \| \| \| \| \| \| \| \| \| \| \| \| \| \| \| \| \| \| \| \| \| \| \| \| \| \| \| \| \| \| \| \| \| \| \| \| \| \| \| \| \| \| \| \| \| \| \| \| \| \| \| \| 21.正親町三条綱子 \| \| \| \| \| \| \| \| \| \| \| \| \| \| \| \| \| \| \| \| \| \| \| \| \| \| \| \| \| \| \| \| \| \| \| \| \| \| \| \| \| \| \| \| \| \| \| \| \| \| \| \| \| \| 5.中山慶子 \| \| \| \| \| \| \| \| \| \| \| \| \| \| \| \| \| \| \| \| \| \| \| \| \| \| \| \| \| \| \| \| \| \| \| \| \| \| \| \| \| \| \| \| \| \| \| \| \| \| \| \| \| \| 22.松浦清 \| \| \| \| \| \| \| \| \| \| \| \| \| \| \| \| \| \| \| \| \| \| \| \| \| \| \| \| \| \| \| \| \| \| \| \| \| \| \| \| \| \| \| \| \| \| \| \| \| \| \| \| \| \| 11.中山愛子 \| \| \| \| \| \| \| \| \| \| \| \| \| \| \| \| \| \| \| \| \| \| \| \| \| \| \| \| \| \| \| \| \| \| \| \| \| \| \| \| \| \| \| \| \| \| \| \| \| \| \| \| \| \| 23.側室 森氏 \| \| \| \| \| \| \| \| \| \| \| \| \| \| \| \| \| \| \| \| \| \| \| \| \| \| \| \| \| \| \| \| \| \| \| \| \| \| \| \| \| \| \| \| \| \| \| \| \| \| \| \| \| \| 1.123代天皇 大正天皇 \| \| \| \| \| \| \| \| \| \| \| \| \| \| \| \| \| \| \| \| \| \| \| \| \| \| \| \| \| \| \| \| \| \| \| \| \| \| \| \| \| \| \| \| \| \| \| \| \| \| \| \| \| \| 24.柳原均光 （柳原紀光長男） \| \| \| \| \| \| \| \| \| \| \| \| \| \| \| \| \| \| \| \| \| \| \| \| \| \| \| \| \| \| \| \| \| \| \| \| \| \| \| \| \| \| \| \| \| \| \| \| \| \| \| \| \| \| 12.柳原隆光 \| \| \| \| \| \| \| \| \| \| \| \| \| \| \| \| \| \| \| \| \| \| \| \| \| \| \| \| \| \| \| \| \| \| \| \| \| \| \| \| \| \| \| \| \| \| \| \| \| \| \| \| \| \| 25.家女房 \| \| \| \| \| \| \| \| \| \| \| \| \| \| \| \| \| \| \| \| \| \| \| \| \| \| \| \| \| \| \| \| \| \| \| \| \| \| \| \| \| \| \| \| \| \| \| \| \| \| \| \| \| \| 6.柳原光愛 \| \| \| \| \| \| \| \| \| \| \| \| \| \| \| \| \| \| \| \| \| \| \| \| \| \| \| \| \| \| \| \| \| \| \| \| \| \| \| \| \| \| \| \| \| \| \| \| \| \| \| \| \| \| 26.正親町三条公則 （正親町三条実同男） \| \| \| \| \| \| \| \| \| \| \| \| \| \| \| \| \| \| \| \| \| \| \| \| \| \| \| \| \| \| \| \| \| \| \| \| \| \| \| \| \| \| \| \| \| \| \| \| \| \| \| \| \| \| 13.正親町三条則子 \| \| \| \| \| \| \| \| \| \| \| \| \| \| \| \| \| \| \| \| \| \| \| \| \| \| \| \| \| \| \| \| \| \| \| \| \| \| \| \| \| \| \| \| \| \| \| \| \| \| \| \| \| \| 3.柳原愛子 \| \| \| \| \| \| \| \| \| \| \| \| \| \| \| \| \| \| \| \| \| \| \| \| \| \| \| \| \| \| \| \| \| \| \| \| \| \| \| \| \| \| \| \| \| \| \| \| \| \| \| \| \| \| 14.長谷川雪顕 \| \| \| \| \| \| \| \| \| \| \| \| \| \| \| \| \| \| \| \| \| \| \| \| \| \| \| \| \| \| \| \| \| \| \| \| \| \| \| \| \| \| \| \| \| \| \| \| \| \| \| \| \| \| 7.長谷川歌野 \| \| \| \| \| \| \| \| \| \| \| \| \| \| \| \| \| \| \| \| \| \| \| \| \| \| \| \| \| \| \| \| \| \| \| \| \| \| \| \| \| \| \| \| \| \| \| \| \| \| \| \| |                                        |  |  |  |  |  |  |  |  |  |  |  |  |  |  |  |
| |                                        |  |  |  |  |  |  |  |  |  |  |  |  |  |  |  |
| | 16.119代天皇 光格天皇                  |  |  |  |  |  |  |  |  |  |  |  |  |  |  |  |
| |                                        |  |  |  |  |  |  |  |  |  |  |  |  |  |  |  |
| |                                        |  |  |  |  |  |  |  |  |  |  |  |  |  |  |  |
| | 8.120代天皇 仁孝天皇                   |  |  |  |  |  |  |  |  |  |  |  |  |  |  |  |
| |                                        |  |  |  |  |  |  |  |  |  |  |  |  |  |  |  |
| |                                        |  |  |  |  |  |  |  |  |  |  |  |  |  |  |  |
| | 17.勧修寺婧子                          |  |  |  |  |  |  |  |  |  |  |  |  |  |  |  |
| |                                        |  |  |  |  |  |  |  |  |  |  |  |  |  |  |  |
| |                                        |  |  |  |  |  |  |  |  |  |  |  |  |  |  |  |
| | 4.121代天皇 孝明天皇                   |  |  |  |  |  |  |  |  |  |  |  |  |  |  |  |
| |                                        |  |  |  |  |  |  |  |  |  |  |  |  |  |  |  |
| |                                        |  |  |  |  |  |  |  |  |  |  |  |  |  |  |  |
| | 18.正親町実光                          |  |  |  |  |  |  |  |  |  |  |  |  |  |  |  |
| |                                        |  |  |  |  |  |  |  |  |  |  |  |  |  |  |  |
| |                                        |  |  |  |  |  |  |  |  |  |  |  |  |  |  |  |
| | 9.正親町雅子                           |  |  |  |  |  |  |  |  |  |  |  |  |  |  |  |
| |                                        |  |  |  |  |  |  |  |  |  |  |  |  |  |  |  |
| |                                        |  |  |  |  |  |  |  |  |  |  |  |  |  |  |  |
| | 19.四辻千栄子                          |  |  |  |  |  |  |  |  |  |  |  |  |  |  |  |
| |                                        |  |  |  |  |  |  |  |  |  |  |  |  |  |  |  |
| |                                        |  |  |  |  |  |  |  |  |  |  |  |  |  |  |  |
| | 2.122代天皇 明治天皇                   |  |  |  |  |  |  |  |  |  |  |  |  |  |  |  |
| |                                        |  |  |  |  |  |  |  |  |  |  |  |  |  |  |  |
| |                                        |  |  |  |  |  |  |  |  |  |  |  |  |  |  |  |
| | 20.中山忠頼                            |  |  |  |  |  |  |  |  |  |  |  |  |  |  |  |
| |                                        |  |  |  |  |  |  |  |  |  |  |  |  |  |  |  |
| |                                        |  |  |  |  |  |  |  |  |  |  |  |  |  |  |  |
| | 10.中山忠能                            |  |  |  |  |  |  |  |  |  |  |  |  |  |  |  |
| |                                        |  |  |  |  |  |  |  |  |  |  |  |  |  |  |  |
| |                                        |  |  |  |  |  |  |  |  |  |  |  |  |  |  |  |
| | 21.正親町三条綱子                      |  |  |  |  |  |  |  |  |  |  |  |  |  |  |  |
| |                                        |  |  |  |  |  |  |  |  |  |  |  |  |  |  |  |
| |                                        |  |  |  |  |  |  |  |  |  |  |  |  |  |  |  |
| | 5.中山慶子                             |  |  |  |  |  |  |  |  |  |  |  |  |  |  |  |
| |                                        |  |  |  |  |  |  |  |  |  |  |  |  |  |  |  |
| |                                        |  |  |  |  |  |  |  |  |  |  |  |  |  |  |  |
| | 22.松浦清                              |  |  |  |  |  |  |  |  |  |  |  |  |  |  |  |
| |                                        |  |  |  |  |  |  |  |  |  |  |  |  |  |  |  |
| |                                        |  |  |  |  |  |  |  |  |  |  |  |  |  |  |  |
| | 11.中山愛子                            |  |  |  |  |  |  |  |  |  |  |  |  |  |  |  |
| |                                        |  |  |  |  |  |  |  |  |  |  |  |  |  |  |  |
| |                                        |  |  |  |  |  |  |  |  |  |  |  |  |  |  |  |
| | 23.側室 森氏                           |  |  |  |  |  |  |  |  |  |  |  |  |  |  |  |
| |                                        |  |  |  |  |  |  |  |  |  |  |  |  |  |  |  |
| |                                        |  |  |  |  |  |  |  |  |  |  |  |  |  |  |  |
| | 1.123代天皇 大正天皇                   |  |  |  |  |  |  |  |  |  |  |  |  |  |  |  |
| |                                        |  |  |  |  |  |  |  |  |  |  |  |  |  |  |  |
| |                                        |  |  |  |  |  |  |  |  |  |  |  |  |  |  |  |
| | 24.柳原均光 （柳原紀光長男）           |  |  |  |  |  |  |  |  |  |  |  |  |  |  |  |
| |                                        |  |  |  |  |  |  |  |  |  |  |  |  |  |  |  |
| |                                        |  |  |  |  |  |  |  |  |  |  |  |  |  |  |  |
| | 12.柳原隆光                            |  |  |  |  |  |  |  |  |  |  |  |  |  |  |  |
| |                                        |  |  |  |  |  |  |  |  |  |  |  |  |  |  |  |
| |                                        |  |  |  |  |  |  |  |  |  |  |  |  |  |  |  |
| | 25.家女房                              |  |  |  |  |  |  |  |  |  |  |  |  |  |  |  |
| |                                        |  |  |  |  |  |  |  |  |  |  |  |  |  |  |  |
| |                                        |  |  |  |  |  |  |  |  |  |  |  |  |  |  |  |
| | 6.柳原光愛                             |  |  |  |  |  |  |  |  |  |  |  |  |  |  |  |
| |                                        |  |  |  |  |  |  |  |  |  |  |  |  |  |  |  |
| |                                        |  |  |  |  |  |  |  |  |  |  |  |  |  |  |  |
| | 26.正親町三条公則 （正親町三条実同男） |  |  |  |  |  |  |  |  |  |  |  |  |  |  |  |
| |                                        |  |  |  |  |  |  |  |  |  |  |  |  |  |  |  |
| |                                        |  |  |  |  |  |  |  |  |  |  |  |  |  |  |  |
| | 13.正親町三条則子                      |  |  |  |  |  |  |  |  |  |  |  |  |  |  |  |
| |                                        |  |  |  |  |  |  |  |  |  |  |  |  |  |  |  |
| |                                        |  |  |  |  |  |  |  |  |  |  |  |  |  |  |  |
| | 3.柳原愛子                             |  |  |  |  |  |  |  |  |  |  |  |  |  |  |  |
| |                                        |  |  |  |  |  |  |  |  |  |  |  |  |  |  |  |
| |                                        |  |  |  |  |  |  |  |  |  |  |  |  |  |  |  |
| | 14.長谷川雪顕                          |  |  |  |  |  |  |  |  |  |  |  |  |  |  |  |
| |                                        |  |  |  |  |  |  |  |  |  |  |  |  |  |  |  |
| |                                        |  |  |  |  |  |  |  |  |  |  |  |  |  |  |  |
| | 7.長谷川歌野                           |  |  |  |  |  |  |  |  |  |  |  |  |  |  |  |
| |                                        |  |  |  |  |  |  |  |  |  |  |  |  |  |  |  |
| |                                        |  |  |  |  |  |  |  |  |  |  |  |  |  |  |  |

明治天皇以降の系図
|              |              |              |              |              |              |  |  |                |                |                |                |                |                |  |  |                |                |                |                |                |                |  |  |                |                |                |                |                |                |  |  |                |                |                |                |                |                |  |  |  |  |  |  |  |  |  |  |  |  |  |  |  |  |  |  |  |  |  |  |  |  |
| 122 明治天皇 |              |              |              |              |              |  |  |                |                |                |                |                |                |  |  |                |                |                |                |                |                |  |  |                |                |                |                |                |                |  |  |                |                |                |                |                |                |  |  |  |  |  |  |  |  |  |  |  |  |  |  |  |  |  |  |  |  |  |  |  |  |
|              |              |              |              |              |              |  |  |                |                |                |                |                |                |  |  |                |                |                |                |                |                |  |  |                |                |                |                |                |                |  |  |                |                |                |                |                |                |  |  |  |  |  |  |  |  |  |  |  |  |  |  |  |  |  |  |  |  |  |  |  |  |
| 123 大正天皇 |              |              |              |              |              |  |  |                |                |                |                |                |                |  |  |                |                |                |                |                |                |  |  |                |                |                |                |                |                |  |  |                |                |                |                |                |                |  |  |  |  |  |  |  |  |  |  |  |  |  |  |  |  |  |  |  |  |  |  |  |  |
|              |              |              |              |              |              |  |  |                |                |                |                |                |                |  |  |                |                |                |                |                |                |  |  |                |                |                |                |                |                |  |  |                |                |                |                |                |                |  |  |  |  |  |  |  |  |  |  |  |  |  |  |  |  |  |  |  |  |  |  |  |  |
|              |              |              |              |              |              |  |  |                |                |                |                |                |                |  |  |                |                |                |                |                |                |  |  |                |                |                |                |                |                |  |  |                |                |                |                |                |                |  |  |  |  |  |  |  |  |  |  |  |  |  |  |  |  |  |  |  |  |  |  |  |  |
| 124 昭和天皇 | 124 昭和天皇 | 124 昭和天皇 | 124 昭和天皇 | 124 昭和天皇 | 124 昭和天皇 |  |  | 秩父宮雍仁親王 | 秩父宮雍仁親王 | 秩父宮雍仁親王 | 秩父宮雍仁親王 | 秩父宮雍仁親王 | 秩父宮雍仁親王 |  |  | 高松宮宣仁親王 | 高松宮宣仁親王 | 高松宮宣仁親王 | 高松宮宣仁親王 | 高松宮宣仁親王 | 高松宮宣仁親王 |  |  | 三笠宮崇仁親王 | 三笠宮崇仁親王 | 三笠宮崇仁親王 | 三笠宮崇仁親王 | 三笠宮崇仁親王 | 三笠宮崇仁親王 |  |  |                |                |                |                |                |                |  |  |  |  |  |  |  |  |  |  |  |  |  |  |  |  |  |  |  |  |  |  |  |  |
| 124 昭和天皇 | 124 昭和天皇 | 124 昭和天皇 | 124 昭和天皇 | 124 昭和天皇 | 124 昭和天皇 |  |  | 秩父宮雍仁親王 | 秩父宮雍仁親王 | 秩父宮雍仁親王 | 秩父宮雍仁親王 | 秩父宮雍仁親王 | 秩父宮雍仁親王 |  |  | 高松宮宣仁親王 | 高松宮宣仁親王 | 高松宮宣仁親王 | 高松宮宣仁親王 | 高松宮宣仁親王 | 高松宮宣仁親王 |  |  | 三笠宮崇仁親王 | 三笠宮崇仁親王 | 三笠宮崇仁親王 | 三笠宮崇仁親王 | 三笠宮崇仁親王 | 三笠宮崇仁親王 |  |  |                |                |                |                |                |                |  |  |  |  |  |  |  |  |  |  |  |  |  |  |  |  |  |  |  |  |  |  |  |  |
|              |              |              |              |              |              |  |  |                |                |                |                |                |                |  |  |                |                |                |                |                |                |  |  |                |                |                |                |                |                |  |  |                |                |                |                |                |                |  |  |  |  |  |  |  |  |  |  |  |  |  |  |  |  |  |  |  |  |  |  |  |  |
| 125 上皇     | 125 上皇     | 125 上皇     | 125 上皇     | 125 上皇     | 125 上皇     |  |  | 常陸宮正仁親王 | 常陸宮正仁親王 | 常陸宮正仁親王 | 常陸宮正仁親王 | 常陸宮正仁親王 | 常陸宮正仁親王 |  |  | 寬仁親王       | 寬仁親王       | 寬仁親王       | 寬仁親王       | 寬仁親王       | 寬仁親王       |  |  | 桂宮宜仁親王   | 桂宮宜仁親王   | 桂宮宜仁親王   | 桂宮宜仁親王   | 桂宮宜仁親王   | 桂宮宜仁親王   |  |  | 高円宮憲仁親王 | 高円宮憲仁親王 | 高円宮憲仁親王 | 高円宮憲仁親王 | 高円宮憲仁親王 | 高円宮憲仁親王 |  |  |  |  |  |  |  |  |  |  |  |  |  |  |  |  |  |  |  |  |  |  |  |  |
| 125 上皇     | 125 上皇     | 125 上皇     | 125 上皇     | 125 上皇     | 125 上皇     |  |  | 常陸宮正仁親王 | 常陸宮正仁親王 | 常陸宮正仁親王 | 常陸宮正仁親王 | 常陸宮正仁親王 | 常陸宮正仁親王 |  |  | 寬仁親王       | 寬仁親王       | 寬仁親王       | 寬仁親王       | 寬仁親王       | 寬仁親王       |  |  | 桂宮宜仁親王   | 桂宮宜仁親王   | 桂宮宜仁親王   | 桂宮宜仁親王   | 桂宮宜仁親王   | 桂宮宜仁親王   |  |  | 高円宮憲仁親王 | 高円宮憲仁親王 | 高円宮憲仁親王 | 高円宮憲仁親王 | 高円宮憲仁親王 | 高円宮憲仁親王 |  |  |  |  |  |  |  |  |  |  |  |  |  |  |  |  |  |  |  |  |  |  |  |  |
|              |              |              |              |              |              |  |  |                |                |                |                |                |                |  |  |                |                |                |                |                |                |  |  |                |                |                |                |                |                |  |  |                |                |                |                |                |                |  |  |  |  |  |  |  |  |  |  |  |  |  |  |  |  |  |  |  |  |  |  |  |  |
| 126 今上天皇 | 126 今上天皇 | 126 今上天皇 | 126 今上天皇 | 126 今上天皇 | 126 今上天皇 |  |  | 秋篠宮文仁親王 | 秋篠宮文仁親王 | 秋篠宮文仁親王 | 秋篠宮文仁親王 | 秋篠宮文仁親王 | 秋篠宮文仁親王 |  |  |                |                |                |                |                |                |  |  |                |                |                |                |                |                |  |  |                |                |                |                |                |                |  |  |  |  |  |  |  |  |  |  |  |  |  |  |  |  |  |  |  |  |  |  |  |  |
| 126 今上天皇 | 126 今上天皇 | 126 今上天皇 | 126 今上天皇 | 126 今上天皇 | 126 今上天皇 |  |  | 秋篠宮文仁親王 | 秋篠宮文仁親王 | 秋篠宮文仁親王 | 秋篠宮文仁親王 | 秋篠宮文仁親王 | 秋篠宮文仁親王 |  |  |                |                |                |                |                |                |  |  |                |                |                |                |                |                |  |  |                |                |                |                |                |                |  |  |  |  |  |  |  |  |  |  |  |  |  |  |  |  |  |  |  |  |  |  |  |  |
|              |              |              |              |              |              |  |  | 悠仁親王       |                |                |                |                |                |  |  |                |                |                |                |                |                |  |  |                |                |                |                |                |                |  |  |                |                |                |                |                |                |  |  |  |  |  |  |  |  |  |  |  |  |  |  |  |  |  |  |  |  |  |  |  |  |

明治天皇の皇子女
| 昭憲皇太后 (一条美子) (1849-1914) |  |                      |  |                      |  |  |  |                                                                    |  |                                             |  |  |  |
|                                   |  |                      |  |                      |  |  |  | 子女無し                                                           |  |                                             |  |  |  |
|                                   |  |                      |  |                      |  |  |  |                                                                    |  |                                             |  |  |  |
|                                   |  | 葉室光子 (1853-1873) |  |                      |  |  |  |                                                                    |  |                                             |  |  |  |
|                                   |  |                      |  |                      |  |  |  |                                                                    |  | 稚瑞照彦尊 (1873・第一皇男子/第一子・死産 ) |  |  |  |
|                                   |  |                      |  |                      |  |  |  |                                                                    |  |                                             |  |  |  |
|                                   |  |                      |  | 橋本夏子 (1856-1873) |  |  |  |                                                                    |  |                                             |  |  |  |
|                                   |  |                      |  |                      |  |  |  |                                                                    |  | 稚高依姫尊 (1873・第一皇女子/第二子・死産 ) |  |  |  |
|                                   |  |                      |  |                      |  |  |  |                                                                    |  |                                             |  |  |  |
| 明治天皇（第122代天皇）           |  |                      |  |                      |  |  |  |                                                                    |  |                                             |  |  |  |
|                                   |  |                      |  |                      |  |  |  | 梅宮薫子内親王 (1875-1876・第二皇女子/第三子・夭折 )               |  |                                             |  |  |  |
|                                   |  |                      |  |                      |  |  |  |                                                                    |  |                                             |  |  |  |
|                                   |  |                      |  |                      |  |  |  | 建宮敬仁親王 (1877-1878・第二皇男子/第四子・夭折 )                 |  |                                             |  |  |  |
|                                   |  |                      |  |                      |  |  |  |                                                                    |  |                                             |  |  |  |
|                                   |  |                      |  |                      |  |  |  | 明宮嘉仁親王 (1879-1926・第三皇男子/第五子・大正天皇：第123代天皇) |  |                                             |  |  |  |
|                                   |  |                      |  |                      |  |  |  |                                                                    |  |                                             |  |  |  |
|                                   |  |                      |  | 柳原愛子 (1855-1943) |  |  |  |                                                                    |  |                                             |  |  |  |
|                                   |  |                      |  |                      |  |  |  | 滋宮韶子内親王 (1881-1883・第三皇女子/第六子・夭折 )               |  |                                             |  |  |  |
|                                   |  |                      |  |                      |  |  |  |                                                                    |  |                                             |  |  |  |
|                                   |  |                      |  |                      |  |  |  | 増宮章子内親王 (1883・第四皇女子/第七子・夭折 )                    |  |                                             |  |  |  |
|                                   |  |                      |  |                      |  |  |  |                                                                    |  |                                             |  |  |  |
|                                   |  | 千種任子 (1856-1944) |  |                      |  |  |  |                                                                    |  |                                             |  |  |  |
|                                   |  |                      |  |                      |  |  |  | 久宮静子内親王 (1886-1887・第五皇女子/第八子・夭折 )               |  |                                             |  |  |  |
|                                   |  |                      |  |                      |  |  |  |                                                                    |  |                                             |  |  |  |
|                                   |  |                      |  |                      |  |  |  | 昭宮猷仁親王 (1887-1888・第四皇男子/第九子・夭折 )                 |  |                                             |  |  |  |
|                                   |  |                      |  |                      |  |  |  |                                                                    |  |                                             |  |  |  |
|                                   |  |                      |  |                      |  |  |  | 常宮昌子内親王 (1888-1940・第六皇女子/第十子)                      |  |                                             |  |  |  |
|                                   |  |                      |  |                      |  |  |  |                                                                    |  |                                             |  |  |  |
|                                   |  |                      |  |                      |  |  |  |                                                                    |  |                                             |  |  |  |
|                                   |  |                      |  |                      |  |  |  | 竹田宮恒久王                                                       |  |                                             |  |  |  |
|                                   |  |                      |  |                      |  |  |  |                                                                    |  |                                             |  |  |  |
|                                   |  |                      |  |                      |  |  |  | 周宮房子内親王 (1890-1974・第七皇女子/第十一子)                    |  |                                             |  |  |  |
|                                   |  |                      |  |                      |  |  |  |                                                                    |  |                                             |  |  |  |
|                                   |  |                      |  |                      |  |  |  |                                                                    |  |                                             |  |  |  |
|                                   |  |                      |  |                      |  |  |  |                                                                    |  |                                             |  |  |  |
|                                   |  |                      |  |                      |  |  |  | 北白川宮成久王                                                     |  |                                             |  |  |  |
|                                   |  |                      |  |                      |  |  |  |                                                                    |  |                                             |  |  |  |
|                                   |  |                      |  |                      |  |  |  | 富美宮允子内親王 (1891-1933・第八皇女子/第十二子)                  |  |                                             |  |  |  |
|                                   |  |                      |  |                      |  |  |  |                                                                    |  |                                             |  |  |  |
|                                   |  |                      |  |                      |  |  |  |                                                                    |  |                                             |  |  |  |
|                                   |  |                      |  |                      |  |  |  | 朝香宮鳩彦王                                                       |  |                                             |  |  |  |
|                                   |  |                      |  |                      |  |  |  |                                                                    |  |                                             |  |  |  |
|                                   |  |                      |  |                      |  |  |  | 満宮輝仁親王 (1893-1894・第五皇男子/第十三子・夭折 )               |  |                                             |  |  |  |
|                                   |  |                      |  |                      |  |  |  |                                                                    |  |                                             |  |  |  |
|                                   |  |                      |  |                      |  |  |  | 泰宮聡子内親王 (1896-1978・第九皇女子/第十四子)                    |  |                                             |  |  |  |
|                                   |  |                      |  |                      |  |  |  |                                                                    |  |                                             |  |  |  |
|                                   |  |                      |  |                      |  |  |  |                                                                    |  |                                             |  |  |  |
|                                   |  |                      |  |                      |  |  |  |                                                                    |  |                                             |  |  |  |
|                                   |  |                      |  |                      |  |  |  | 東久邇宮稔彦王                                                     |  |                                             |  |  |  |
|                                   |  |                      |  |                      |  |  |  |                                                                    |  |                                             |  |  |  |
|                                   |  |                      |  |                      |  |  |  | 貞宮多喜子内親王 (1897-1899・第十皇女子/第十五子・夭折)            |  |                                             |  |  |  |
|                                   |  |                      |  |                      |  |  |  |                                                                    |  |                                             |  |  |  |
| 園祥子 (1867-1947)                |  |                      |  |                      |  |  |  |                                                                    |  |                                             |  |  |  |